# I Can See Your Voice (chương trình truyền hình Hàn Quốc)
Phiên bản gốc của chương trình I Can See Your Voice (tạm dịch: Tôi có thể thấy giọng hát của bạn, viết tắt: ICSYV) (tiếng Triều Tiên - tiếng Hàn: 너의 목소리가 보여; Romaja: Neoui moksoriga boyeo; McCune–Reischauer: Nŏŭi moksorika poyŏ) là một chương trình truyền hình âm nhạc giải trí Hàn Quốc phát sóng trên kênh truyền hình Mnet và được phát sóng đồng thời trên kênh tvN. Đây là chương trình truyền hình thực tế giúp các tài năng âm nhạc có cơ hội thực hiện ước mơ trở thành ngôi sao của mình.
Nhà sản xuất chương trình Lee Seon-young cho biết ngay từ đầu bà đã hình dung ra một chương trình mà cho phép ai cũng có thể trở thành nhân vật chính bất kể ngoại hình của họ như thế nào, điều đó đã truyền cảm hứng cho Kim Bum-soo, người đã đấu tranh vì muốn ngoại hình của mình được ghi nhận.

## Tóm tắt
Chương trình giới thiệu một nhóm các giọng ca bí ẩn, những người này có thể hát hay hoặc hát không hay. Các ca sĩ khách mời sẽ xem xét dựa trên các gợi ý và nhận diện ngoại hình của người chơi mà đưa ra phán đoán về khả năng hát của người này. Nếu người chơi được chọn là giọng ca hát không hay, người chơi sẽ nhận được giải thưởng 5.000.000 Won; còn nếu người chơi được chọn là giọng ca hát hay, người chơi sẽ được phát hành một ca khúc kết hợp cùng với ca sĩ khách mời (ở tập đầu tiên của mùa 5, giọng ca hát hay được lựa chọn ở vòng cuối sẽ nhận được giải thưởng là kỷ niệm chương có hình chiếc micro được tùy chỉnh cho giọng ca bí ẩn đó).

## Định dạng
Chương trình sẽ mời một khách mời là nghệ sĩ ở mỗi tập. Khách mời không được nghe người chơi hát mà phải cố gắng đoán xem liệu người chơi là người hát hay (giọng ca có kỹ năng) hay là người hát không hay. Khách mời với sự giúp đỡ của ban cố vấn sẽ loại 1 - 2 người chơi mỗi vòng. Người bị loại sẽ phải biểu một ca khúc để thể hiện khả năng ca hát của mình. Nếu người còn lại cuối cùng là giọng ca hát hay, người ấy sẽ nhận được cơ hội phát hành một ca khúc với khách mời (ở tập đầu tiên của mùa 5, giọng ca hát hay được lựa chọn ở vòng cuối sẽ nhận được giải thưởng là kỷ niệm chương có hình chiếc micro được tùy chỉnh cho giọng ca bí ẩn đó). Trong trường hơp ngược lại, nếu người chơi hát không hay, người ấy sẽ nhận 5 triệu Won.

## Dẫn chương trình

### Hiện tại
- Yoo Se-yoon (Mùa 1 – 9)
- Leeteuk (Mùa 1 – 9)
- Kim Jong-kook (Mùa 4 — 9)

### Trước đây
- Kim Bum-soo (Mùa 1 — 3)

## Tổng quan các mùa
| Mùa | Tập | Những người được chọn | Những người được chọn  | Các diễn viên                                      | Các diễn viên                                                                               | Ngày bắt đầu        | Ngày kết thúc       |
| Mùa | Tập | Giọng ca hát hay      | Giọng ca hát không hay | Dẫn chương trình                                   | Ban cố vấn cố định                                                                          | Ngày bắt đầu        | Ngày kết thúc       |
| --- | --- | --------------------- | ---------------------- | -------------------------------------------------- | ------------------------------------------------------------------------------------------- | ------------------- | ------------------- |
| 1   | 12  | 4                     | 7                      | Kim Bum-soo, Leeteuk (Super Junior), Yoo Se-yoon   | Kim Sang-hyuk, Ahn Young-mi, Yoon Sung-ho, Julian Quintart, Ben                             | 26 tháng 2 năm 2015 | 14 tháng 5 năm 2015 |
| 2   | 14  | 6                     | 8                      | Kim Bum-soo, Leeteuk (Super Junior), Yoo Se-yoon   | Kim Sang-hyuk, Yoon Sung-ho, Ahn Young-mi, Park Hwi-soon, Julian Quintart, Ben, Han Hee-jun | 2 tháng 10 năm 2015 | 21 tháng 1 năm 2016 |
| 3   | 12  | 7                     | 5                      | Kim Bum-soo, Leeteuk (Super Junior), Yoo Se-yoon   | Joon Park (g.o.d), Lee Sang-min, Kim Sang-hyuk, Jang Do-yeon, Ben, Han Hee-jun              | 30 tháng 6 năm 2016 | 15 tháng 9 năm 2016 |
| 4   | 19  | 9                     | 9                      | Kim Jong-kook, Leeteuk (Super Junior), Yoo Se-yoon | Joon Park (g.o.d), Lee Sang-min, Kim Sang-hyuk, Jang Do-yeon, Shindong (Super Junior)       | 2 tháng 3 năm 2017  | 6 tháng 7 năm 2017  |
| 5   | 13  | 4                     | 8                      | Kim Jong-kook, Leeteuk (Super Junior), Yoo Se-yoon | Joon Park (g.o.d), Lee Sang-min, Kim Sang-hyuk, Jang Do-yeon, Shindong (Super Junior)       | 26 tháng 1 năm 2018 | 27 tháng 4 năm 2018 |
| 6   | 13  | 8                     | 4                      | Kim Jong-kook, Leeteuk (Super Junior), Yoo Se-yoon | Joon Park (g.o.d), Lee Sang-min, Kim Sang-hyuk, Jang Do-yeon, DinDin                        | 18 tháng 1 năm 2019 | 12 tháng 4 năm 2019 |
| 7   | 12  | 9                     | 3                      | Kim Jong-kook, Leeteuk (Super Junior), Yoo Se-yoon | Joon Park (g.o.d), Lee Sang-min, Kim Sang-hyuk, Hong Yoon-hwa, DinDin, Sleepy (Untouchable) | 17 tháng 1 năm 2020 | 3 tháng 4 năm 2020  |
| 8   | 12  | 7                     | 5                      | Kim Jong-kook, Leeteuk (Super Junior), Yoo Se-yoon | Kim Sang-hyuk, Lee Sang-min, Heo Kyung-hwan, Hong Yoon-hwa, Jang Wooyoung (2PM)             | 29 tháng 1 năm 2021 | 16 tháng 4 năm 2021 |
| 9   | 12  | 6                     | 6                      | Kim Jong-kook, Leeteuk (Super Junior), Yoo Se-yoon | Kim Sang-hyuk, Eun Ji-won (Sechs Kies), Heo Kyung-hwan, Kim Na-young, Hanhae                | 29 tháng 1 năm 2022 | 16 tháng 4 năm 2022 |

## Các tập

### Mùa 1
| Tập (Ngày phát sóng) | Khách mời                                                        | Ban cố vấn tìm người hát không hay                                                                                               | Các thí sinh (theo thứ tự) | Các thí sinh (theo thứ tự) | Người được chọn                                        |
| --- | ---------------------------------------------------------------- | --- | --- | --- | ------------------------------------------------------ |
| Tập 1 (26 tháng 2 năm 2015) | Kim Bum-soo Ghi chú: Kim Bum-soo cũng là người dẫn chương trình. | Julian, Kim Sang-hyeok, Ahn Yeong-mi, Kang Yong-suk, Jae-kyung (Rainbow), Chuyên gia Jo Dong-Uk, Kim Min-Jeong                   | Người hát hay: Số 2 Park Min Seo Số 4 Kim In Seob Số 7 Im Jejin Số 9 Im Baul | Người hát không hay: Số 1 Lee Seuna Số 3 Park Jun-Im Số 5 Kim Seong Gun Số 6 Kang Byeong Kon Số 8 Park Ji-eun | Người được chọn đầu tiênPark Ji-eun (Hát không hay)    |
| Tập 2 (5 tháng 3 năm 2015) | Park Jung Hyun                                                   | Julian, Kim Sang-hyeok, Ahn Yeong-mi, Yoon Seong-ho, Hyun-young (Rainbow)                                                        | Người hát hay: Số 1 Hwang Chi-yeul Số 3 Kim Eun-bi Số 6 Lee Ye-dam Số 7 Bang Se-jin | Người hát không hay: Số 2 Cha Gun-jae Số 4 Lee Seong-min Số 5 Lee Myeong-jin Số 8 Choi Beom-yeol | Người được chọn thứ 2Cha Gun-jae (Hát không hay)       |
| Tập 3 (12 tháng 3 năm 2015) | Yoon Min-soo                                                     | Julian, Kim Sang-hyeok, Ahn Yeong-mi, Yoon Seong-ho, Shin Ah-yeong, Choi Gook, Min-woo (ZE:A), Ben                               | Người hát hay: Số 2 Yoon Ji Eun Số 4 Park Ho Yong Số 5 Bang Seong-woo | Người hát không hay: Số 1 Amon Martin Số 3 Park Cheol Hon Số 6 Yang Seong Hoon Số 7 Ha Jeong Hyun Số 8 Kim Ha Yi | Người được chọn thứ 3Park Ho Yong (Hát hay)            |
| Tập 4 (19 tháng 3 năm 2015) | Kim Tae-woo                                                      | Julian, Kim Sang-hyeok, Ahn Yeong-mi, Yoon Seong-ho, Shin Ah-yeong, Hee-cheol (ZE:A)                                             | Người hát hay: Số 1 Im Hae-Chang Số 4 Na Tae-joo Số 6 Seo Sang-hyeon Số 7 Kim Dong-gyun | Người hát không: Số 2 Kang Yi-seul Số 3 Jo Seong-beom Số 5 Yoon Yeong-shin | Người được chọn thứ 4Kim Dong Gyun (Hát hay)           |
| Tập 5 (26 tháng 3 năm 2015) | Baek Ji-young                                                    | Julian, Kim Sang-hyeok, Jang Dong-min, Il-hoon (BTOB), Lee Yeong-jin, Lee Sang-jun, Song Yu-bin, Bae Ji-hyeon                    | Người hát hay: Số 2 Song Woo-seok Số 4 Kim Gi-wook Số 5 Park Seong-yoon Số 7 Lee Jin-hee | Người hát không hay: Số 1 Oh Yeong-ju Số 3 Im Dong-hyeok Số 6 Park Won-jong | Người được chọn thứ 5Im Dong-hyeok (Hát không hay)     |
| Tập 6 (2 tháng 4 năm 2015) | Kim Yeon-woo                                                     | Julian, Kim Sang-hyeok, Jang Dong-min, Ben, Hwang Chi-yeol, Lee Yeon-doo, Yoo Sang-moo, Eddy Kim, Jeong Ga-eun                   | Người hát hay: Số 3 Go Seung-hyeong Số 5 Lee Yong Mun Số 7 Jeong Hyeon-mo | Người hát không hay: Số 1 Jang Jikwang Số 2 Lee Seul Gi Số 4 Kang Min Số 6 Park Se Jun | Người được chọn thứ 6Lee Seul Gi (Hát không hay)       |
| Tập 7 (9 tháng 4 năm 2015) | Lee Changmin & Jo Kwon của nhóm 2AM                              | Julian, Kim Sang-hyeok, Yoon Seong-ho, Hwang Chi-yeol, Lee Yeon-doo, Yoo Sang-moo, MIIII, Jeong Ga-eun                           | Người hát hay: Số 1 Jo Byung Jun Số 3 Hwang Woo Lim Số 6 Lee Jin Hwang Số 7 Jeong Hyun Ung | Người hát không hay: Số 2 Kim Yoo Rim Số 4 Park Jeong Hun Số 5 Heo Yun | Người được chọn thứ 7Số 2 Kim Yoo Rim (Hát không hay)  |
| Tập 8 (16 tháng 4 năm 2015) | Jang Yun-jeong                                                   | Julian, Kim Sang-hyeok, Jang Dong-min, Kim Na-young, Ben, Hwang Chi-yeol, Hwang Hyun-hee, Yoon Seong-ho, James (Royal Pirates)   | Người hát hay: Số 1 Kwon Jun Yeon Số 3 Jeong Jin-myeong & Jeong Jin-wook Số 4 Kim Young Chul Số 6 Won Ji Hye | Người hát không hay: Số 2 Lee Ah-hyun Số 5 Ahn Je Hyun Số 7 Lee Jae Hyuk | Người được chọn thứ 8Số 2 Lee Ah-hyun (Hát không hay)  |
| Tập 9 (23 tháng 4 năm 2015) | Kang Kyun-sung & Jeon Woo-sung của nhóm Noel                     | Julian, Kim Sang-hyeok, Kim Na-young, Ben, Hwang Chi-yeol, Yang Sang Guk, Yoon Seong-ho, Hong Kyung Jun, James (Royal Pirates)   | Người hát hay: Số 2 Kwon Min Jae Số 4 Hong Seok Joon Số 5 Ahn Seul Gi Số 7 Seo Min Chul | Người hát không hay: Số 1 Ah Yeon Số 3 Lee Seung Hee Số 6 Kim Ki Yeol | Người được chọn thứ 9Ahn Seul Gi (Hát hay)             |
| Tập 10 (30 tháng 4 năm 2015) | Jung Jae-yong & Lee Ha-neul của nhóm DJ DOC                      | Julian, Kim Sang-hyeok, Ben, Hwang Chi-yeol, Yoo Sang-moo, Lee Guk-joo, Yoon Seong-ho, Son Seung-yeon, Kim In-seok               | Người hát hay: Số 1 Kim Ha Eun Số 3 Kim Seong Li Số 4 Hong Ji Myeong Số 7 Lee Ahn | Người hát không hay: Số 2 Yeon Ji Hoon Số 5 Park Min Ki Số 6 Kim Ga yeon | Người được chọn thứ 10Park Min Ki (Hát không hay)      |
| Tập 11 (7 tháng 5 năm 2015) | Ailee                                                            | Julian, Kim Sang-hyeok, Jang Dong-min, Yoon Seong-ho, Bae Ji-hyeon, Il-hoon (BTOB), Hyun-young (Rainbow)                         | Người hát hay: Số 1 Kwon Mi Hee Số 5 Kim Jung Won Số 6 Kim Min-seon Số 7 Jo Sung Mo | Người hát không hay: Số 2 Mok Young Soo Số 3 Kim So Hee Số 4 Kim Sung Ho | Người được chọn thứ 11Kim Min-seon (Hát hay)           |
| Tập 12 (14 tháng 5 năm 2015) Ghi chú: Tập cuối này có tên là "Star Wars", nơi 10 người chơi sẽ được chia làm 2 đội. Mỗi vòng một thành viên sẽ được chọn để biểu diễn. Sau mỗi vòng, 100 khán giả sẽ bình chọn và kết quả bình chọn sẽ quyết định người chiến thắng chung cuộc. | Không có                                                         | Đội sao Đen Đội trưởng: Yoo Se-yoon Julian, Yoo Sang-moo, Ben Đội sao Vàng Đội trưởng: Kim Bum-soo Kim Sang-hyeok, Yoon Seong-ho | Đội sao Đen: Vòng 1: Bang Se-jin (giọng ca hát hay ở tập 2) (43 điểm) Vòng 2: Hwang Chi-yeol (giọng ca hát hay ở tập 2) (71 điểm) Vòng 3: Park Ji-eun (giọng ca hát không hay được chọn ở tập 1) (52 điểm, x2) Màn hát nhép đặc biệt: Yoo Se-yoon (0 điểm) Vòng 4: Kwon Min-je (giọng ca hát hay ở tập 9) (32 điểm) Vòng 5: Lee Jin-hee (giọng ca hát hay ở tập 5) (72 điểm) | Đội sao Vàng: Vòng 1: Go Seung-hyeong (giọng ca hát hay ở tập 6) (57 điểm) Vòng 2: Jeong Jin-myeong & Jeong Jin-wook (giọng ca hát hay ở tập 8) (29 điểm) Vòng 3: Jeong Hyeon-mo (giọng ca hát hay ở tập 6) (48 điểm) Màn hát nhép đặc biệt: Kim Bum-soo (80 điểm) Vòng 4: Bang Seong-woo (giọng ca hát hay ở tập 3) (68 điểm) Vòng 5: Cha Gun-jae (giọng ca hát không hay được chọn ở tập 2) (28 điểm) | Đội chơi chiến thắng chung cuộcĐội sao Đen (322 - 310) |

### Mùa 2
| Tập (Ngày phát sóng)                                 | Khách mời        | Ban cố vấn tìm người hát không hay | Các thí sinh (theo thứ tự)                                                                               | Các thí sinh (theo thứ tự)                                                                     | Người được chọn                                             |
| ---------------------------------------------------- | ---------------- | --- | --- | ---------------------------------------------------------------------------------------------- | ----------------------------------------------------------- |
| Tập 1 (22 tháng 10 năm 2015)                         | Shin Seung-hun   | Julian, Kim Sang-hyuk, Yoon Seong-ho, Jang Do-yeon, Heejun Han, Seo Yu-ri, Lee Sang-min, Jang Dong-min                                                       | Người hát hay: Số 1 Jung Ji-woo Số 4 Kim Min-seok Số 5 Kim Cheong-il Số 6 Park Ji-hyeok                  | Người hát không hay: Số 2 Lee Yeong-hoon Số 3 Lee Su-Dam Số 7 Choi Seon-ah Số 8 Oh Se-jung     | Người được chọn đầu tiênChoi Seon-ah (Người hát không hay)  |
| Tập 2 (29 tháng 10 năm 2015)                         | Im Chang-jung    | Julian, Kim Sang-hyuk, Kim Sae-rom, Yulhee(Laboum), Ben, Yoon Seong-ho, Jang Do-yeon, Heejun Han, Lee Sang-min, Yoo Sang-moo                                 | Người hát hay: Số 1 Shin Seo-woo Số 3 Han Yeo-wool Số 6 Lee Sang-hun                                     | Người hát không hay: Số 2 Heo Yeong-hyeon Số 4 Joel Số 5 Choi Noo-ri Số 7 Jeong He-won         | Người được chọn thứ 2Han Yeo-wool (Người hát hay)           |
| Tập 3 (5 tháng 11 năm 2015)                          | Insooni          | Kim Sang-hyuk, Lee Sang-min, Park Hwi-soon, Jeong Ga-eun, Gong Seo-young, Park Na-rae, Chunji (Teen Top)                                                     | Người hát hay: Số 1 Hong Ui-seon Số 5 Han Su-ji Số 7 Kim Young-hoo                                       | Người hát không hay: Số 2 Kim Ye-seul Số 3 Jo Joon-beom Số 4 Jo Young-myung Số 6 Ryu Moo-hyung | Người được chọn thứ 3Jo Joon-beom (Người hát không hay)     |
| Tập 4 (12 tháng 11 năm 2015)                         | K.Will           | Kim Sang-hyuk, Lee Sang-min, Park Hwi-soon, Ben, Han Hee-jun, Kim Hyo-jin, Ahn Hye-kyung                                                                     | Người hát hay: Số 1 Kim Dong-ha Số 2 Park Su-ho Số 3 Chu Hwa-jeong Số 4 Shin Hyun-woo Số 7 Kim Gyu-rim   | Người hát không hay: Số 5 Shin Min-gyu Số 6 Lee Seung-gyu                                      | Người được chọn thứ 4Kim Dong-ha (Người hát hay)            |
| Tập 5 (19 tháng 11 năm 2015)                         | Dynamic Duo      | Kim Sang-hyuk, Lee Sang-min, Park Hwi-soon, Ben, Shinsadong Tiger, Yulhee (Laboum), Hong Hyun-hee, Kisum                                                     | Người hát hay: Số 1 Lee Il-song Số 3 Kim Gi-tae Số 4 Cha Min-soo Số 5 Jung Goo-han Số 6 Jo Ha-yool       | Người hát không hay: Số 2 Kim Ja-young Số 7 Moon Sung-joon                                     | Người được chọn thứ 5Jung Goo-han (Người hát hay)           |
| Tập 6 (26 tháng 11 năm 2015)                         | Hwanhee          | Kim Sang-hyuk, Lee Sang-min, Park Hwi-soon, Han Hee-jun, Shinsadong Tiger, Jang Do-yeon, Gong Seo-young, U Sung-eun                                          | Người hát hay: Số 1 Kwon Hyuk-joon Số 2 Choi Young-kwan Số 3 Lee Su-jeong Số 5 Kim Kwan-ho               | Người hát không hay: Số 4 Jang Byeom-hoon Số 6 Kim Hye-jung Số 7 Seo Jung-hyun                 | Người được chọn thứ 6Kim Hye-jung (Người hát không hay)     |
| Tập 7 (3 tháng 12 năm 2015)                          | Kim Jo Han       | Kim Sang-hyuk, Lee Sang-min, Park Hwi-soon, Ben, Han Hee-jun, Shinsadong Tiger, Kim Ji-min, Choi Hee                                                         | Người hát hay: Số 2 Park Won-Il Số 3 Gu Hye-yeon Số 4 Song Min-gon Số 6 Kim Yong-jin Số 7 Shin Joo-ro    | Người hát không hay: Số 1 Shin Jae-won Số 5 Jung Hyun-wook                                     | Người được chọn thứ 7Jung Hyun-wook (Người hát không hay)   |
| Tập 8 (10 tháng 12 năm 2015)                         | Brown Eyed Girls | Kim Sang-hyuk, Lee Sang-min, Park Hwi-soon, Ben, Shinsadong Tiger, Jang Do-yeon, Ahn Hye-kyung, Kim Beom-soo                                                 | Người hát hay: Số 1 Park Jin-young Số 2 Yoo Kyung-mo Số 4 Lee Gun Số 5 Moon Su-jin                       | Người hát không hay: Số 3 Oh Da-yeon Số 6 Kim Hwa-young Số 7 Lee Ga-ram                        | Người được chọn thứ 8Lee Ga-ram (Người hát không hay)       |
| Tập 9 (17 tháng 12 năm 2015)                         | Wheesung         | Kim Sang-hyuk, Lee Sang-min, Park Hwi-soon, Ben, Han Hee-jun, Gong Seo-young, Hong Yoon-hwa, Shorry J (Mighty Mouth)                                         | Người hát hay: Số 1 Im Dong-Woo Số 3 Park Sol-Yi Số 4 Park Jun-Yeong Số 6 Son Woong                      | Người hát không hay: Số 2 Jo Min-Jae Số 5 Park Eui-Chan Số 7 Lee Dae-Hyeok                     | Người được chọn thứ 9Im Dong-Woo (Người hát hay)            |
| Tập 10 (24 tháng 12 năm 2015)                        | Gummy            | Kim Sang-hyuk, Lee Sang-min, Park Hwi-soon, Han Hee-jun, Jang Do-yeon, Choi Hee, Son Seung-yeon                                                              | Người hát hay: Số 3 Kim Yoo-Ri Số 4 Park Hyeon-Seong Số 5 Park Chang-Soo Số 7 Lee Yoon-A                 | Người hát không hay: Số 1 Lim Hoo-Jeong Số 2 Park Seong-Reok Số 6 Yoon Ii-na                   | Người được chọn thứ 10Park Seong Reok (Người hát không hay) |
| Tập 11 (31 tháng 12 năm 2015)                        | Jo Sung-mo       | Kim Sang-hyuk, Lee Sang-min, Ben, Kim Ji-min, Kim Na-young, Jang Su-won, Park Joon-soo, Apro Band (Noh Eun-jong, Moon Sang-seon, Seo Young-min, Lee Gwi-nam) | Người hát hay: Số 1 Seol Ha-Yun Số 3 Park Min-Gu Số 5 Chae Bo-Hoon Số 6 Lee Gyu-Ra                       | Người hát không hay: Số 2 Yu Byeong-Do Số 4 Park Yu-Jin Số 7 Yoon Gi-Hun                       | Người được chọn thứ 11Yu Byeong-Do (Người hát không hay)    |
| Tập 12 (7 tháng 1 năm 2016)                          | Shin Hye-sung    | Kim Sang-hyuk, Lee Sang-min, Park Hwi-soon, Kim Ji-min, Hong Jin-kyung, Jang Su-won, Brian (Fly to the Sky), Kim Il-joong                                    | Người hát hay: Số 1 Kim Yun-Bae Số 4 Hong I-Sak Số 6 Lee Ye-Eun Số 7 Jung Hyeon-Uk                       | Người hát không hay: Số 2 Lee Won-Mi Số 3 Lee Seung-Hwan Số 5 Oh Du-Seok                       | Người được chọn thứ 12Oh Du-Seok (Người hát không hay)      |
| Tập 13 (14 tháng 1 năm 2016)                         | Yoon Jong-shin   | Jang Dong-min, Kim Ji-min, Park Hwi Soon, Kim Hyo Jin, Kim Na-young, Yoon Tae-Jin, Jang Su-won, Jo Jung-chi, Oh Hyun-min                                     | Người hát hay: Số 3 Park Da-Hye Số 4 Kim Seong-Bae Số 5 Lee Seung-Gyu Số 7 Hwang Seok-Bin                | Người hát không hay: Số 1 Min Dong-Seong Số 2 Park Jae-Hyung Số 6 Lee Tae-Hyung                | Người được chọn thứ 13Hwang Seok-Bin (Người hát hay)        |
| Tập 14 (21 tháng 1 năm 2016) Ghi chú: Tập cuối mùa 2 | Lee Jae-hoon     | Kim Sang-hyuk, Lee Sang-min, Park Hwi-soon, Ben, Han Hee-jun, Kim Ji-min, Lee Ha-neul (DJ DOC), Kim Il-joong, Maeng Seung-ji                                 | Người hát hay: Số 1 Min Dae-Hong Số 3 Lee Won-Tam Số 5 Jeon Sang-Gun Số 6 Kim Joo-Young Số 7 Lee Sang-Ho | Người hát không hay: Số 2 Kim Seon-Woo Số 4 Park Min-Young                                     | Người được chọn thứ 14Lee Won-Tam (Người hát hay)           |

### Mùa 3
Trong nhóm các giọng ca hát không hay có hai hoặc nhiều người tham gia bao gồm ít nhất một giọng ca hát hay, người tham gia có  tên được in nghiêng  thực sự là giọng ca hát không hay, người còn lại là một giọng ca hát hay. Các trường hợp khác không được in nghiêng.
| Tập (Ngày phát sóng)         | Khách mời | Ban cố vấn tìm người hát không hay | Các thí sinh (theo thứ tự)                                                                                       | Các thí sinh (theo thứ tự)                                                                                                | Người được chọn                                       |
| ---------------------------- | --- | --- | --- | --- | ----------------------------------------------------- |
| Tập 1 (30 tháng 6 năm 2016)  | J.Y.Park | Kim Sang-hyuk, Lee Sang-min, Jang Do-yeon, Junior (GOT7), Han Hee-jun, Yeeun (Wonder Girls), Bae Yoon-jeong                                                        | Người hát hay: Số 1 Bae Jimi Số 2 Kwon Hyuk-jun Số 6 Kim Jun-hui Số 7 Mio                                        | Người hát không hay: Số 3 James Số 4 Heo Ju-hui Số 5 Kang Ju-won                                                          | Người được chọn đầu tiênKwon Hyuk-jun (Người hát hay) |
| Tập 2 (7 tháng 7 năm 2016)   | Choi Min-soo | Kim Sang-hyuk, Lee Sang-min, DinDin, Jang Do-yeon, Han Hee-jun, Lee Chang-min, Lee Hyun, Stephanie                                                                 | Người hát hay: Số 2 Kim Jin-yeob Số 3 Kim Chuk-bok Số 5 Jung Sori                                                | Người hát không hay: Số 1 Lee Ju-hui Số 4 Park Ji-nam Số 6 Park Hyang-rok Số 7 Kang Sang-yeong                            | Người được chọn thứ 2 Số 2                            |
| Tập 3 (14 tháng 7 năm 2016)  | Wonder Girls | Kim Sang-hyuk, Kim Heung-gook, Lee Sang-min, Jang Do-yeon, Kim Il-joong, James, Lee Ji-hye, Park Joon-soo, Han Hee-jun                                             | Người hát hay: Số 1 Lime Số 2 Hwang Tae-ik Số 3 Cajun Số 5 Hila Halevi Số 7 Uangel Voice                         | Người hát không hay: Số 4 Kim Min-jung Số 6 Jang Seung-cheol                                                              | Người được chọn thứ 3 Số 6                            |
| Tập 4 (21 tháng 7 năm 2016)  | Kim Yoon-ah | Kim Sang-hyuk, Kim Heung-gook, Lee Sang-min, Kim Jin-yeop, Stephanie, Han Hee-jun, Hanhae, Kim Hyo-jin, Jang Do-yeon                                               | Người hát hay: Số 1 Park Geon-Woo Số 4 Han Eun-bi Số 6 Leegul Số 7 Lee Jae-won                                   | Người hát không hay: Số 2 Lee Jong-Eun Số 3 Jo Jun-Hwee Số 5 Jo Hyun-Jin                                                  | Người được chọn thứ 4 Số 6                            |
| Tập 5 (28 tháng 7 năm 2016)  | Jung Joon-young                                                                                                 | Park Kyung (Block B), Taeil (Block B), Kim Hyo-jin, Jeong In-yeong, Han Hee-jun, DinDin, Juniel, Jang Do-yeon                                                      | Người hát hay: Số 1 Kim Jong-Wook Số 3 Yoon Jong-Hoon Số 5 Bang Seok-Won Số 6 Lee Sun-bin Số 7 Lee Kyung-Hwan    | Người hát không hay: Số 2 Lu Je-Song Số 4 Dancing Stephanie                                                               | Người được chọn thứ 5 Số 4                            |
| Tập 6 (4 tháng 8 năm 2016)   | Jessi | Kim Sang-hyuk, Lee Sang-min, Kim Heung-gook, Bae Yoon-jeong, Jang Do-yeon, Choi Hee, Han Hee-jun, Jeong In-yeong, Shin Bo-ra, Kim Ji-ah                            | Người hát hay: Số 1 Yoon Yong-Bin Số 3 Ahn Ji-Young (Vocal chính nhóm A-Kor) Số 5 Kim Jun-Su Số 7 Lee Chang-Hyun | Người hát không hay: Số 2 Park Jun-Seok Số 4 Yang Yong-Woong Số 6 Ahn Jun-Min (Tác giả bài hát Gwiyomi)                   | Người được chọn thứ 6 No 2                            |
| Tập 7 (11 tháng 8 năm 2016)  | Yoon Sang | Kim Sang-hyuk, Lee Sang-min, Space Cowboy, Jang Do-yeon, Han Hee-jun, Don Spike, Park Gyu-ri, Kim Ji-min                                                           | Người hát hay: Số 2 Lee In-Woo Số 3 Min Yo-Han Số 6 Seo Bo-Seong Số 7 Jeong Young-Woon                           | Người hát không hay: Số 1 Kim Sei-Eun Số 4 Kim Yeong-Sul & Lee San-Nam Số 5 Hong Dong-Woo                                 | Người được chọn thứ 7 Số 2                            |
| Tập 8 (18 tháng 8 năm 2016)  | John Park | Kim Sang-hyuk, Lee Sang-min, Kim So-hee, Don Spike, Han Hee-jun, Jang Do-yeon, Kang Yoo-mi, DinDin                                                                 | Người hát hay: Số 3 Choi Junseob/Joseph Busto Số 4 Moon Haneul Số 6 Im Dae-heon & Lee Min (2.30AM)               | Người hát không hay: Số 1 Kim Yeong-jong Số 2 Shin Dawon Số 5 Kim Joohyun Số 7 Jang Hyungmin                              | Người được chọn thứ 8 Số 3                            |
| Tập 9 (25 tháng 8 năm 2016)  | Nichkhun, Wooyoung và Jun.K của nhóm 2PM                                                                        | Kim Sang-hyuk, Lee Sang-min, Park Ji-yoon, Kim Heung-gook, Jang Do-yeon, Han Hee-jun, Yein (Melody Day), Sleepy (Untouchable), MC DingDong, Ben                    | Người hát hay: Số 1 Han Jin-woo & Park Won-ho (3PM) Số 2 Park Yeong-woo Số 3 Lee Jiae Số 5 Sherry Lee            | Người hát không hay: Số 4 Yoo Jungwoo Số 6 Marines (Im Jin-gang & Lee Gi-chang) Số 7 Jung Doyoung                         | Người được chọn thứ 9 No 4                            |
| Tập 10 (1 tháng 9 năm 2016)  | Kim Tae-woo và Son Hoyoung của nhóm g.o.d                                                                       | Kim Sang-hyuk, Lee Sang-min, Park Ji-yoon, DinDin, Jang Do-yeon, Han Hee-jun, Ben, JoosuC, KIXS (DMTN), Kim So-hee, Kim Ji-min                                     | Người hát hay: Số 2 Hong Bonyoung Số 3 Soul Star Số 4 Chu Junho Số 5 Goo Jeonghyun Số 7 g.o.d boys               | Người hát không hay: Số 1 Jung Young Số 6 Lee Do-hee                                                                      | Người được chọn thứ 10 Số 5                           |
| Tập 11 (8 tháng 9 năm 2016)  | Lim Na-young, Kim Chung-ha, Zhou Jieqiong, Kim So-hye, Choi Yoo-jung, Kim Do-yeon and Jeon So-mi của nhóm I.O.I | Jang Do-yeon, Jun. K (2PM), Park Joon-hyung, Lee Sang-min, Kim Sang-hyuk, Han Hee-jun, Ben, Lee Soo-min (C.I.V.A), Kim So-hee (C.I.V.A), Yoon Chae-kyung (C.I.V.A) | Người hát hay: Số 1. Jung Si-hyuk Số 3 Lee Jung-suk Số 6 Yang Joong-eun Số 7 Maytree                             | Người hát không hay: Số 2 Kim Jin-hwan & Shin Sung-hyuk Số 4 Yang Injoon Số 5 Jung Teok & Oh Da-gil & Lee He-ra           | Người được chọn thứ 11 Số 7                           |
| Tập 12 (15 tháng 9 năm 2016) | Davichi | Kim Sang-hyuk, Lee Sang-min, Park Joon-hyung, Jang Do-yeon, Han Hee-jun, Jeong In-yeong, Kangnam, DinDin, Ben                                                      | Người hát hay: Số 1 Koonta (Vocal nhóm Rude Paper) Số 3 Code V Số 4 Lee Seok-woo Số 5 Shin Ye-ji                 | Người hát không hay: Số 2 ThreeVichi (Goo Seul-yi & Yeo Na-im & Kim Jeong-yeon) Số 6 Hong Seong-won Số 7 Gukak Girl Group | Người được chọn thứ 12 Số 7                           |

### Mùa 4
Trong nhóm các giọng ca hát không hay có hai hoặc nhiều người tham gia bao gồm ít nhất một giọng ca hát hay, người tham gia có  tên được in nghiêng  thực sự là giọng ca hát không hay, người còn lại là một giọng ca hát hay. Các trường hợp khác không được in nghiêng.
| Tập (Ngày phát sóng)         | Khách mời                                | Ban cố vấn tìm người hát không hay | Các thí sinh (theo thứ tự) | Các thí sinh (theo thứ tự)                                                                                 | Người được chọn                                                                    |
| ---------------------------- | ---------------------------------------- | --- | --- | --- | ---------------------------------------------------------------------------------- |
| Tập 1 (2 tháng 3 năm 2017)   | Kim Jong-kook                            | Kim Sang-hyuk, Turbo (Kim Jeong-nam, Mikey), Chae Yeon, Chun Myung-hoon, Shindong (Super Junior), Heo Young-ji, Solbin (Laboum), Jang Do-yeon, Kim Na-young | Người hát hay: Số 2 Lee Sung-jin Số 3 Adria Costa Số 4 Hwang Hyun-joon Số 5 Jeup                                                        | Người hát không hay: Số 1 Choi Byung-hwa Số 6 Hyun Gyu-bi                                                  | Người được chọn đầu tiênHyun Gyu-bi (Người hát không hay)                          |
| Tập 2 (9 tháng 3 năm 2017)   | Haha & Skull                             | Kim Sang-hyuk, Kim Jeong-nam (Turbo), Chun Myung-hoon, Shindong (Super Junior), Solbin (Laboum), Jang Do-yeon, Ji Sang-ryeol, Kim Chung-ha (I.O.I), Zizo    | Người hát hay: Số 1 Kim Da-woon Số 3 Kim Kyung-hyun Số 4 Park Ye-ni                                                                     | Người hát không hay: Số 2 Maria Số 5 Tak Hong-joo Số 6 Rabbi                                               | Người được chọn thứ 2Rabbi (Người hát không hay)                                   |
| Tập 3 (16 tháng 3 năm 2017)  | Koyote                                   | Kim Sang-hyuk, Shindong (Super Junior), Jang Do-yeon, Solbin (Laboum), Park Mi-sun, Noh Yoo-min, Park Hwi-soon, Kim So-hee (C.I.V.A/I.B.I), Shin Hyun-woo   | Người hát hay: Số 2 Kim Young-nam Số 4 Jung Jae-min Số 5 Kim Min-kyu Số 6 Naomi                                                         | Người hát không hay: Số 1 Han Geon Số 3 Choi Ah-reum                                                       | Người được chọn thứ 3Han Geon (Người hát không hay)                                |
| Tập 4 (23 tháng 3 năm 2017)  | Got7 (trừ Jackson)                       | Kim Sang-hyuk, Lee Sang-min, Joon Park (g.o.d), Shindong (Super Junior), Jang Do-yeon, Jeon So-mi (I.O.I), Seol Ha-yoon, Zizo                               | Người hát hay: Số 3 Choi Jin-ho Số 5 Dreamgirls Số 6 Shim Gyoo-hyuk & Lee Dong-hoon                                                     | Người hát không hay: Số 1 Baek Seung-yeol Số 2 DJ Han Min Số 4 Won Yoo-bin                                 | Người được chọn thứ 4Shim Gyoo-hyuk & Lee Dong-hoon (Người hát hay)                |
| Tập 5 (30 tháng 3 năm 2017)  | Lyn                                      | Kim Sang-hyuk, Lee Sang-min, Joon Park (g.o.d), Shindong (Super Junior), Jang Do-yeon, Jeon So-mi (I.O.I), JeA (Brown Eyed Girls), Danji                    | Người hát hay: Số 1 Han So-ah Số 2 Kim Dal-woo Số 3 Louis Choi Số 4 Jeon Ha-young                                                       | Người hát không hay: Số 5 Yoo Seung-hoon Số 6 Jo Yoon-jeong                                                | Người được chọn thứ 5Jeon Ha-young (Người hát hay)                                 |
| Tập 6 (6 tháng 4 năm 2017)   | Roy Kim                                  | Kim Sang-hyuk, Lee Sang-min, Shindong (Super Junior), Jang Do-yeon, Shin Bo-ra, Kim Jae-woo, Joo Woo-jae, Hyojung (Oh My Girl)                              | Người hát hay: Số 1 Shin Ho-rim Số 4 Bang Hyun-ah Số 5 Han Je-won Số 6 Kim Jae-eun                                                      | Người hát không hay: Số 2 Kim Dan-yool Số 3 Romin Khazai                                                   | Người được chọn thứ 6Kim Dan-yool (Người hát không hay)                            |
| Tập 7 (13 tháng 4 năm 2017)  | Tony An và Kangta của nhóm H.O.T.        | Kim Sang-hyuk, Lee Sang-min, Shindong (Super Junior), Jang Do-yeon, Chun Myung-hoon, Hong Seok-cheon, J-Min, Yoo Jae-hwan, Sumin (Awe5omeBaby)              | Người hát hay: Số 2 Jim Turner Số 4 Oh Dong-won Số 5 Park Joon-hee Số 6 Kim Ye-rin                                                      | Người hát không hay: Số 1 Jo Joon-young Số 3 Yoo Ga-yeon & Han Hye-young                                   | Người được chọn thứ 7Yoo Ga-yeon & Han Hye-young (Người hát không hay)             |
| Tập 8 (20 tháng 4 năm 2017)  | Super Junior (Heechul, Yesung, Shindong) | Kim Sang-hyuk, Lee Sang-min, Joon Park (g.o.d), Jang Do-yeon, Sam Okyere, Ben, Cao Lu (Fiestar)                                                             | Người hát hay: Số 3 Jang Hyun-gi Số 5 Lee Ha-rin Số 6 EXP EDITION                                                                       | Người hát không hay: Số 1 Joe Song Số 2 Lee So-min Số 4 Kim Hyun-soo                                       | Người được chọn thứ 8Joe Song (Người hát không hay)                                |
| Tập 9 (27 tháng 4 năm 2017)  | EXID (trừ Solji)                         | Kim Sang-hyuk, Kim Jong-min, Shindong (Super Junior), Shinsadong Tiger, Jang Dong-min, Jang Do-yeon, Han Heejun, Yezi (Fiestar), Solbin (Laboum)            | Người hát hay: Số 1 Ryoo Gi-haeng Số 3 In Seon-gyo Số 5 Jeon Ye-kyung Số 6 Im Seo-jin & Kim Ye-hoon                                     | Người hát không hay: Số 2 Kim Hee-soo Số 4 Choi Sung-hoon                                                  | Người được chọn thứ 9Kim Hee-soo (Người hát không hay)                             |
| Tập 10 (4 tháng 5 năm 2017)  | HIGHLIGHT (trừ Gikwang)                  | Kim Sang-hyuk, Lee Sang-min, Shindong (Super Junior), Moon Se-yoon, Jang Do-yeon, Cao Lu (Fiestar), Niel (Teen Top)                                         | Người hát hay: Số 2 Jung Sa-kang & Lee Eun-sung Số 3 Park Sung-yeon Số 4 Jeon Tae-ho Số 5 Seo Seok-jin, Jung Sung-cheol & Lee Seung-yoo | Người hát không hay: Số 1 Kim Ji-soo Số 6 Kim Ba-wool                                                      | Người được chọn thứ 10Jung Sa-kang & Lee Eun-sung (Người hát hay)                  |
| Tập 11 (11 tháng 5 năm 2017) | Roo'ra                                   | Kim Sang-hyuk, Joon Park (g.o.d), Hong Rok-gi, Sung Dae-hyun, Shindong (Super Junior), Jang Do-yeon, Kim So-hee (I.B.I), Nayoung (PRISTIN)                  | Người hát hay: Số 1 Seo Chae-woo Số 3 Lee Eun-joo Số 5 Seo Hang Số 6 Lee Ji-hye                                                         | Người hát không hay: Số 2 Jang Hyung-woo Số 4 Kim Yoon-ah                                                  | Người được chọn thứ 11Lee Ji-hye (Người hát hay)                                   |
| Tập 12 (18 tháng 5 năm 2017) | Kim Won-jun                              | Kim Sang-hyuk, Choi Holley, Lee Sang-min, Kim Jin, Boom, Shindong (Super Junior), Jang Do-yeon                                                              | Người hát hay: Số 1 Ryeon Jin Số 2 Lee Sung-shin Số 3 Gantolga Hishigduren Số 4 Kim Nam-ho Số 6 Eddy Oh                                 | Người hát không hay: Số 5 Jeon Ga-young & Lee Eun-bi                                                       | Người được chọn thứ 12Kim Nam-ho (Người hát hay)                                   |
| Tập 13 (25 tháng 5 năm 2017) | TWICE                                    | Kim Sang-hyuk, Joon Park (g.o.d), Lee Sang-min, Boom, Shindong (Super Junior), Jang Do-yeon, Jo Kwon, Jae Park (Day6)                                       | Người hát hay: Số 2 Kim Hyo-young Số 3 Park Da-eun Số 6 Hong Nam-hwa, Ahn Sung-hyun & Kim Dong-young                                    | Người hát không hay: Số 1 Shi Min-seom Số 4 Lee Hee-joon Số 5 Gabriel                                      | Người được chọn thứ 13Hong Nam-hwa, Ahn Sung-hyun & Kim Dong-young (Người hát hay) |
| Tập 14 (1 tháng 6 năm 2017)  | Kim Kyung-ho                             | Kim Sang-hyuk, Joon Park (g.o.d), Hong Rok-gi, Lee Sang-min, Sung Dae-hyun, Shindong (Super Junior), Jang Do-yeon, Hwang Bo-mi                              | Người hát hay: Số 2 SunBee Số 3 Oh Sang-eun Số 5 Kim Geon                                                                               | Người hát không hay: Số 1 Lee Jeong-bin Số 4 Yang Joon-hyuk Số 6 Jin Bo-ra                                 | Người được chọn thứ 14Kim Geon (Người hát hay)                                     |
| Tập 15 (8 tháng 6 năm 2017)  | F.T. Island                              | Kim Sang-hyuk, Lee Sang-min, Shindong (Super Junior), Jang Do-yeon, Solbin (Laboum), Kangnam, Rowoon (SF9)                                                  | Người hát hay: 4. Park Tae-jeong 6. Kim Na-hyun 3. Kim Dong-hee                                                                         | Người hát không hay: 1. Lee Min-young 2. Moon Kyung-tak 5. Bae Sung-woo                                    | Người được chọn thứ 15Bae Sung-woo (Người hát không hay)                           |
| Tập 16 (15 tháng 6 năm 2017) | Hwang Chi-yeul                           | Kim Sang-hyuk, Lee Sang-min, Joon Park (g.o.d), Shindong (Super Junior), Jang Do-yeon, Chae Yeon, Kangnam                                                   | Người hát hay: 2. Maeng Ji-na 5. Im Shin-taek 1. Lee Woong-yeol 3. Kim Yeon-dae                                                         | Người hát không hay: 6. Ahn Ye-won 4. Lee Hee-won                                                          | Người được chọn thứ 16Kim Yeon-dae (Người hát hay)                                 |
| Tập 17 (22 tháng 6 năm 2017) | Yoon Do-hyun                             | Kim Sang-hyuk, Lee Sang-min, Joon Park (g.o.d), Shindong (Super Junior), Jang Do-yeon, Kim Jeong-geun, Jeong Ga-eun, G2                                     | Người hát hay: 2. Park Jin-hoon 5. Ahn Joong-jae 6. 이푸른산하 & Seo Ji-woo 1. Park Min-joo                                             | Người hát không hay: 1. Lee Min-young 2. Moon Kyung-tak 5. Bae Sung-woo                                    | Người được chọn thứ 17Park Min-joo (Người hát hay)                                 |
| Tập 18 (29 tháng 6 năm 2017) | CLON                                     | Kim Sang-hyuk, Lee Sang-min, Joon Park (g.o.d), Shindong (Super Junior), Jang Do-yeon, Hong Rok-gi, Park Mi-kyung, Kim So-hee (I.B.I)                       | Người hát hay: 2. Heo Sung-jeong 1. Lee Hee-joo 3. Yeom Yoo-ri                                                                          | Người hát không hay: 4. Kim Mi-ok 6. Son Jin-young & Monk Neung-in & Kim Min-gyu 5. Ha Wan-young & Nam San | Người được chọn thứ 18Ha Wan-young & Nam San (Người hát không hay)                 |

| 5 thể loại & màn trình diễn đa dạng nhất | 5 nghệ sĩ quay trở lại chương trình hay nhất | Các thí sinh giống như ca sĩ Naul (Thế hệ) | 5 màn loại trừ sai lầm nhất | 8 thí sinh "huyền thoại" nhất |
| Bảng xếp hạng đặc biệt và Những điểm nổi bật | Bảng xếp hạng đặc biệt và Những điểm nổi bật | Bảng xếp hạng đặc biệt và Những điểm nổi bật | Bảng xếp hạng đặc biệt và Những điểm nổi bật | Bảng xếp hạng đặc biệt và Những điểm nổi bật |
| --- | --- | --- | --- | --- |
| - Số 1 – Lee Yoon-ah (Mùa 2 Tập 10) - Số 2 – Jung Jae-min (Mùa 4 Tập 3) - Số 3 – Kim Joon-soo (Mùa 3 Tập 6) - Số 4 – Goo Hyun-mo (Uangel Voice, Mùa 3 Tập 3) - Số 5 – Maytree (Mùa 3 Tập 11) | - Số 1 – Park Joon-young (Mùa 2 Tập 9) - Số 2 – Kim Kyung-hyun (Mùa 4 Tập 2) - Số 3 – Soulstar (Mùa 3 Tập 10) - Số 4 – Kim Yong-jin (Mùa 2 Tập 7) - Số 5 – Koonta (Mùa 3 Tập 12) | - Thứ 1 – Bang Sung-woo (Mùa 1 Tập 3) - Thứ 2 – Kwon Min-je (Mùa 1 Tập 9) - Thứ 3 – Kim Min-seok (Mùa 2 Tập 1) - Thứ 4 – Shin Hyun-woo (Mùa 2 Tập 4) - Thứ 7 – Park Young-woo (Mùa 3 Tập 9) - Thứ 8 – Oh Dong-won (Mùa 4 Tập 7) | - Số 1 – Lee Sun-bin (Mùa 3 Tập 5) - Số 2 – Kim Min-kyu (Mùa 4 Tập 3) - Số 3 – Im Shin-taek (Mùa 4 Tập 16) - Số 4 – Bang Se-jin (Mùa 1 Tập 2) - Số 5 – Kim Ye-rin (Mùa 4 Tập 7) | - Số 1 – Hwang Chi-yeul (Mùa 1 Tập 2) - Số 2 – Jeon Sang-geun (Mùa 2 Tập 14) - Số 3 – Kim Cheong-il (Mùa 2 Tập 1) - Số 4 – Choi Jin-ho (Mùa 4 Tập 4) - Số 5 – Moon Ha-neul (Mùa 3 Tập 8) - Số 6 – Kim Joon-hwi (Mùa 3 Tập 1) & Kim Gi-tae (Mùa 2 Tập 5) - Số 7 – Jeon Tae-ho (Mùa 4 Tập 10) - Số 8 – Lee Woong-yeol (Mùa 4 Tập 16) |
| Những màn biểu diễn đặc biệt | | | | |
| - Người biểu diễn: Lee Yoon-ah - Bài hát: As You Live (살다 보면, Cha Ji-yeon; Musical Seopyeonje OST)                                                                                       | - Người biểu diễn: Kim Kyung-hyun & Park Joon-young - Bài hát: Tears from the Edge of Sky (하늘 끝에서 흘린 눈물; Juniper) & Don't Cry (The Cross)                               | Không có | - Người biểu diễn: Kim Ye-rin & Kim Min-kyu - Bài hát: All for You (Seo In-guk & Jung Eun-ji)                                                                                   | - Người biểu diễn: Lee Woong-yeol & Kim Joon-hwi - Bài hát: That's Only My World (그것만이 내 세상; Deulgukhwa) |
| - Người biểu diễn: Lee Yoon-ah - Bài hát: As You Live (살다 보면, Cha Ji-yeon; Musical Seopyeonje OST)                                                                                       | - Người biểu diễn: Kim Kyung-hyun & Park Joon-young - Bài hát: Tears from the Edge of Sky (하늘 끝에서 흘린 눈물; Juniper) & Don't Cry (The Cross)                               | Không có | - Người biểu diễn: Kim Ye-rin & Kim Min-kyu - Bài hát: All for You (Seo In-guk & Jung Eun-ji)                                                                                   | - Người biểu diễn: Choi Jin-ho & Lee Gyu-ra (Mùa 2 Tập 11) - Bài hát: Falling Slowly (Glen Hansard & Markéta Irglová) |

### Mùa 5
– Giọng ca hát hay
     – Giọng ca hát không hay
Trong nhóm các giọng ca hát không hay có hai hoặc nhiều người tham gia bao gồm ít nhất một giọng ca hát hay, người tham gia có  tên được in nghiêng  thực sự là giọng ca hát không hay, người còn lại là một giọng ca hát hay. Các trường hợp khác không được in nghiêng.
| Tập (Ngày phát sóng) Tham khảo                         | Khách mời | Ban cố vấn tìm người hát không hay | Các thí sinh                          | Các thí sinh                                 | Các thí sinh                       | Các thí sinh                             | Các thí sinh                                   | Các thí sinh                               |
| Tập (Ngày phát sóng) Tham khảo                         | Khách mời | Ban cố vấn tìm người hát không hay | Thứ tự loại trừ                       | Thứ tự loại trừ                              | Thứ tự loại trừ                    | Thứ tự loại trừ                          | Thứ tự loại trừ                                | Người được chọn cuối cùng                  |
| Tập (Ngày phát sóng) Tham khảo                         | Khách mời | Ban cố vấn tìm người hát không hay | Singer's Visual (Diện mạo Ca sĩ)      | Singer's Lip-sync (Ca sĩ Hát nhép)           | Singer's Lip-sync (Ca sĩ Hát nhép) | Final Truth (Minh chứng Ca sĩ - Sự thật) | Final Truth (Minh chứng Ca sĩ - Sự thật)       | Người được chọn cuối cùng                  |
| ------------------------------------------------------ | --- | --- | ------------------------------------- | -------------------------------------------- | ---------------------------------- | ---------------------------------------- | ---------------------------------------------- | ------------------------------------------ |
| 1 (26 tháng 1 năm 2018)                                | Block B | Kim Sang-hyuk, Lee Sang-min, Joon Park (g.o.d), Shindong (Super Junior), Jang Do-yeon, Microdot, Kim Min-seok (MeloMance), Han Hyun-min               | 3. Atanas Paskalev (Nacho Paskal)     | 1. Bernard Guo                               | 2. Sephy Francisco                 | 5. John Lee Diaz                         | 6. Milka Tatareva                              | 4. Shasapan                                |
| 2 (2 tháng 2 năm 2018) (Tập đặc biệt của Music Works)  | Baek Ji-young, Minzy, Gilgu Bonggu, U Sung-eun, Kim So-hee, Yuvin (Myteen)                                                                               | Kim Sang-hyuk, Lee Sang-min, Joon Park (g.o.d), Shindong (Super Junior), Microdot, Jeong Ga-eun, Jeon Sang-geun, Kim Ji-sook                          | 2. Lee Dong-hyun                      | 5. Park Bo-sung                              | 3. Choi Shin-hye                   | 4. David Lee                             | 1. Jung So-young                               | 6. Ji Ye-song & Noh Ah                     |
| 3 (16 tháng 2 năm 2018)                                | Wanna One | Kim Sang-hyuk, Lee Sang-min, Joon Park (g.o.d), Shindong (Super Junior), Jang Do-yeon, Kim Joo-hee, Park Seul-gi, Sime (EXP EDITION), Kassy           | 1. Taufiq                             | 3. Wang Ji-hyun                              | 5. Kim Roo-ah & Go Young-bin       | 6. Yoon Ji-young                         | 2. Park Chae-eun                               | 4. Sung Chang-yong & Sung Yoo-yong         |
| 4 (23 tháng 2 năm 2018)                                | Red Velvet (trừ Joy) | Kim Sang-hyuk, Lee Sang-min, Joon Park (g.o.d), Shindong (Super Junior), Jang Do-yeon, Go Jang-hwan, Kim Dong-hyun, Zairo                             | 1. Jeon Ye-im                         | 2. Laura Emmitt                              | 4. Ji Dong-gook                    | 6. Song Han-hee & Bolly                  | 5. Han Seo-joon                                | 3. Choi Young-won                          |
| 5 (2 tháng 3 năm 2018) (Tập đặc biệt của gia đình JYP) | Wooyoung (2PM), Yubin (Wonder Girls), JB (Got7), Baek A-yeon, Wonpil (Day6)                                                                              | Kim Sang-hyuk, Lee Sang-min, Joon Park (g.o.d), Shindong (Super Junior), Kwon Hyuk-soo, Park Seul-gi, Lee Ha-rin                                      | 4. Han Ye-seul                        | 3. Kim Kyung-hwan                            | 6. Chae Bong-won                   | 2. Jang Bo-ram                           | 1. Im Chae-eon                                 | 5. Ra In-seung                             |
| 6 (9 tháng 3 năm 2018)                                 | UV Ghi chú: Yoo Se-yoon - thành viên nhóm nhạc UV - cũng là MC của chương trình này. Thành viên ban cố vấn Lee Sang-min thay thế Yoo làm MC của tập này. | Kim Sang-hyuk, Lee Sang-min, Joon Park (g.o.d), Shindong (Super Junior), Kim Heung-gook, Park Jung-ah, Kim Young-hee, Lee Jeong-seok                  | 4. Park Se-eun                        | 1. Park Doo-han                              | 3. Kim Min-soo                     | 6. Im Chae-geon                          | 2. Hong Hye-rang & Choi Bo-yoon                | 5. Son Sung-ho & Lee In-ho & Kim Dong-seok |
| 7 (16 tháng 3 năm 2018)                                | Mamamoo | Kim Sang-hyuk, Lee Sang-min, Joon Park (g.o.d), Shindong (Super Junior), Jang Do-yeon, Kim Jeong-geun, Go Jang-hwan, YooA (Oh My Girl), Jeup (IMFACT) | 3. Anastasia Peresypkina / Lee Soo-mi | 4. Kang Hyo-joon                             | 5. Lee Dong-ha                     | 2. Lee Gi-taek & Jung Goo-young          | 6. Kang Eun-young & Seo Min-kyung & Kim Ye-won | 1. Jung Eun-joo                            |
| 8 (23 tháng 3 năm 2018)                                | Jo Jung-chi & Choi Jung-in | Kim Sang-hyuk, Lee Sang-min, Joon Park (g.o.d), Shindong (Super Junior), Narsha (Brown Eyed Girls), Giant Pink, Park Jae-jung, Roh Ji-sun (Fromis 9)  | 4. Shin Kyung-sik                     | 1. Choi Han-wool                             | 2. Hong Yoo-jin                    | 6. Ganeung-dong Band                     | 3. Kisung Anderson                             | 5. Lee Min-song & Yang Hye-in              |
| 9 (30 tháng 3 năm 2018)                                | TVXQ | Kim Sang-hyuk, Lee Sang-min, Joon Park (g.o.d), Shindong (Super Junior), Yoo Ho-seok, Alberto Mondi, Kim So-hee, Lee Yoon-ah                          | 4. Kim Jin-woo                        | 2. Kim Joo-ri                                | 5. Mika Rivero                     | 1. Ahn Yong-joon & Kwon Seon-hee         | 6. Park Jin & Yoon Seok-chan                   | 3. Bang Hak-hyun                           |
| 10 (6 tháng 4 năm 2018)                                | Ha Dong-kyun & Wheesung | Kim Sang-hyuk, Lee Sang-min, Joon Park (g.o.d), Shindong (Super Junior), Jang Do-yeon, Park Ji-heon (V.O.S), Kim Min-kyu, EDEN                        | 5. Oh Young-mi                        | 6. Jeon Sung-min & Kang Myung-hyun & Oh Seok | 1. Sung Seu-chan & Jung Goo-hyung  | 4. Im Chan-woo                           | 2. Lee Ji-in                                   | 3. Yoon Ji-young                           |
| 11 (13 tháng 4 năm 2018)                               | NU'EST W | Kim Sang-hyuk, Lee Sang-min, Joon Park (g.o.d), Shindong (Super Junior), Jang Do-yeon, Im Jin-mo, Jang Moon-bok, Jeong Sa-gang (The East Light)       | 1. Joo Dae-geon                       | 2. Yoo Sung-nyeo                             | 5. Yoo Han-gyeol                   | 6. Choi Joel & Carson Allen              | 4. Im Joon-hyuk                                | 3. Sang Yoon-do                            |
| 12 (20 tháng 4 năm 2018)                               | Kim Jong-seo, Kim Tae-won, Kim Kyung-ho, Park Wan-kyu | Kim Sang-hyuk, Lee Sang-min, Joon Park (g.o.d), Shindong (Super Junior), Lee Guk-joo, Han Hee-jun, Jang Moon-bok, YooA (Oh My Girl), Bang Se-jin      | 3. Lee Hyun-woo                       | 2. Kim Choo-ri                               | 6. Yoo Min-ah                      | 4. Wang Han-eol & Wang Han-som           | 1. Han Seom-hee                                | 5. Hong Seok-won & Kim Hee-dong            |

| 5 màn loại trừ sai lầm nhất | 5 giọng ca có sức mạnh ngoại hình "điên rồ" nhất | 5 màn trình diễn hay nhất | 5 màn trình diễn hát lại bài hát của các ca sĩ hay nhất | 5 người "khóc" nhiều nhất |
| Bảng xếp hạng đặc biệt và Những điểm nổi bật | Bảng xếp hạng đặc biệt và Những điểm nổi bật | Bảng xếp hạng đặc biệt và Những điểm nổi bật | Bảng xếp hạng đặc biệt và Những điểm nổi bật | Bảng xếp hạng đặc biệt và Những điểm nổi bật |
| --- | --- | --- | --- | --- |
| - Số 1 – David Lee (Mùa 5 Tập 2) - Số 2 – Moon Ha-neul (Mùa 3 Tập 8) - Số 3 – Kim Jin-woo (Mùa 5 Tập 9) - Số 4 – Park Ye-ni (Mùa 4 Tập 2) - Số 5 – Yoon Ji-young (Mùa 5 Tập 3) | - Số 1 – Kim Ki-hwan (Mùa 5 Tập 5) - Số 2 – Im Chae-eon (Mùa 5 Tập 5) - Số 3 – Dream Girls (Mùa 4 Tập 4) - Số 4 – Soulstar (Mùa 3 Tập 10) - Số 5 – Yoon Ji-young (Mùa 5 Tập 10) | - Số 1 – Lee Dong-ha (Mùa 5 Tập 7) - Số 2 – Choi Young-gwan (Mùa 2 Tập 6) - Số 3 – Kang Hyo-joon (Mùa 5 Tập 7) - Số 4 – Seo Bo-sung (Mùa 3 Tập 7) - Số 5 – Park Soo-ho (Mùa 2 Tập 4) | - Số 1 – Seo Chae-woo (Mùa 4 Tập 11) - Số 2 – Kang Eun-young & Seo Min-kyung & Kim Ye-won (Mùa 5 Tập 7) - Số 3 – Son Sung-ho & Lee In-ho & Kim Dong-seok (Mùa 5 Tập 6) - Số 4 – Park Jun-hee (Mùa 4 Tập 7) - Số 5 – Seo Seok-jin & Jung Sung-cheol & Lee Seung-yoo (Mùa 4 Tập 10) | - Số 1 – Seo Hang (Mùa 4 Tập 11) - Số 2 – Jeon Ye-im (Mùa 5 Tập 4) - Số 3 – Ji Dong-gook (Mùa 5 Tập 4) - Số 4 – Kim Yeon-dae (Mùa 4 Tập 16) - Số 5 – Lee Jeong-seok (Mùa 3 Tập 11) |
| Những màn biểu diễn đặc biệt | | | | |
| - Người biểu diễn: Yoon Ji-young - Bài hát: "Don't Know You" (널 너무 모르고, Heize) | - Người biểu diễn: Im Chae-eon - Bài hát: "Longing" (동경, Park Hyo-shin) | - Người biểu diễn: Lee Dong-ha - Bài hát: "Too Good at Goodbyes" (Sam Smith) | Không có | - Người biểu diễn: Ji Dong-gook - Bài hát: "Lean On" (빌려줄게, Shin Yong-jae) |
| Những điểm nổi bật khác | | | | |
| Những màn hát nhép hay nhất của các giọng ca Kang Daniel (Mùa 5 Tập 3), Shindong (Mùa 5 Tập 6), Jang Do-yeon (Mùa 5 Tập 1), Baek Ji-young (Mùa 5 Tập 2), Ha Dong-kyun & Wheesung (Mùa 5 Tập 10) Những giọng ca hát không hay hay nhất Song ca: Hyun Gyu-bi (Mùa 4 Tập 1), Sung Chang-yong & Sung Yoo-yong (Mùa 5 Tập 3) Người nước ngoài: Kisung Anderson (Mùa 5 Tập 8), Rabbi (Mùa 4 Tập 2), Joel (Mùa 2 Tập 2) Phần trình diễn của: DJ Han Min (Mùa 4 Tập 4), Beom Sang-gil (Mùa 4 Tập 17) | | | | |

### Mùa 6
– Giọng ca hát hay
     – Giọng ca hát không hay
Trong nhóm các giọng ca hát không hay có hai hoặc nhiều người tham gia bao gồm ít nhất một giọng ca hát hay, người tham gia có  tên được in nghiêng  thực sự là giọng ca hát không hay, người còn lại là một giọng ca hát hay. Các trường hợp khác không được in nghiêng.
| Tập (Ngày phát sóng) Tham khảo | Khách mời | Ban cố vấn tìm người hát không hay | Các thí sinh                                      | Các thí sinh                                     | Các thí sinh                                   | Các thí sinh                             | Các thí sinh                             | Các thí sinh                        |
| Tập (Ngày phát sóng) Tham khảo | Khách mời | Ban cố vấn tìm người hát không hay | Thứ tự loại trừ                                   | Thứ tự loại trừ                                  | Thứ tự loại trừ                                | Thứ tự loại trừ                          | Thứ tự loại trừ                          | Người được chọn cuối cùng           |
| Tập (Ngày phát sóng) Tham khảo | Khách mời | Ban cố vấn tìm người hát không hay | Singer's Visual (Diện mạo Ca sĩ)                  | Singer's Lip-sync (Ca sĩ Hát nhép)               | Singer's Lip-sync (Ca sĩ Hát nhép)             | Final Truth (Minh chứng Ca sĩ - Sự thật) | Final Truth (Minh chứng Ca sĩ - Sự thật) | Người được chọn cuối cùng           |
| ------------------------------ | --- | --- | ------------------------------------------------- | ------------------------------------------------ | ---------------------------------------------- | ---------------------------------------- | ---------------------------------------- | ----------------------------------- |
| 1 (18 tháng 1 năm 2019)        | Hwang Chi-yeul & Lee Sun-bin | Kim Sang-hyuk, Lee Sang-min, Joon Park (g.o.d), Jang Do-yeon, DinDin, Cheetah, J Black, Kim Min-kyu                                                       | 1. Im Ji-hyun                                     | 5. Kim Eun-joo                                   | 2. Park Yoon-ho                                | 6. Jo Joon & Jo Min-ho                   | 4. Peak                                  | 3. Seo Woo-jin                      |
| 2 (25 tháng 1 năm 2019)        | K.Will, Soyou, Donghyun (Boyfriend), Yoo Seung-woo, Jeong Se-woon, Jaehee (Mind U), Kihyun (Monsta X), Yeonjung (Cosmic Girls), Baek In-tae (Duetto) | Kim Sang-hyuk, Lee Sang-min, Joon Park (g.o.d), Jang Do-yeon, DinDin, Jang Dong-min, Solbin (Laboum), Im Chae-eon                                         | 2. Kim Tae-kwan                                   | 4. Kim Sung-joon                                 | 3. Jang Jin-young & Jung Yoo-na & Kim Na-young | 5. Lee Eun-bae                           | 6. Kim Joo-eun                           | 1. Shin Dong-myung                  |
| 3 (1 tháng 2 năm 2019)         | Simon Dominic, Gray, Loco, Code Kunst | Kim Sang-hyuk, Lee Sang-min, Joon Park (g.o.d), Jang Do-yeon, DinDin, Don Spike, Risabae, Han Dam-hee                                                     | 4. Gong Tan                                       | 2. Bae Hae-soo                                   | 6. Kim Tae-woo & Untouchable                   | 1. Yoon Dae-woong                        | 3. Jang Eun-hong                         | 5. Maria                            |
| 4 (8 tháng 2 năm 2019)         | Koyote | Kim Sang-hyuk, Lee Sang-min, Joon Park (g.o.d), Jang Do-yeon, DinDin, Chun Myung-hoon (NRG), Jang Dong-min, Kim Jin-yeop                                  | 2. Kang Yoo-hyun                                  | 3. Jeon Dong-hyun                                | 1. Kang Joo-won                                | 5. Yoo Dong-hyun                         | 4. Lee Tae-yeon                          | 6. Jo Sung-hyun                     |
| 5 (15 tháng 2 năm 2019)        | Lena Park & Gummy | Kim Sang-hyuk, Lee Sang-min, Joon Park (g.o.d), DinDin, Don Spike, Hong Yoon-hwa, Han Cho-im (Camila), Cha Goon-jae                                       | 3. Lee Seung-joon & Lee Gyu-hyung                 | 1. Park So-young                                 | 5. Lee Jin-sung                                | 6. Cha Seon-hyung                        | 2. Yoon Ji-hwan                          | 4. Hwang Ji-hyun                    |
| 6 (22 tháng 2 năm 2019)        | Seventeen | Kim Sang-hyuk, Lee Sang-min, Joon Park (g.o.d), DinDin, Jang Dong-min, Narsha (Brown Eyed Girls), Gong Seo-young, Jang Gyu-ri (Fromis 9), Kisung Anderson | 6. Kim Do-hoon & Kim Dae-hoon & Go Woo-jin        | 4. Choi Ji-yeon                                  | 2. Im Do-yeon & Hong Joo-hyun & Lee Da-won     | 1. Jung Jae-hyun                         | 5. Im Woo-jeong                          | 3. Choi Do-joon                     |
| 7 (1 tháng 3 năm 2019)         | Brave HongCha (Hong Kyung-min & Cha Tae-hyun) & Samuel                                                                                               | Kim Sang-hyuk, Lee Sang-min, DinDin, Park Mi-sun, Hong Kyung-in, Jang Dong-min, Narsha (Brown Eyed Girls), Kim Tae-kwan                                   | 6. Na Gi-wook                                     | 5. Kang Dae-woong & Ji Young-il & Park Kyung-woo | 4. Kim Hyung-seok                              | 2. Kim Min-wook                          | 3. Lee Ye-ji                             | 1. Kim Yoon-gil                     |
| 8 (8 tháng 3 năm 2019)         | Dynamic Duo, Rhythm Power, Ha:tfelt, Crush, Kim Seon-jae                                                                                             | Kim Sang-hyuk, Lee Sang-min, DinDin, Park Mi-sun, Kim Yong-jin (Bohemian), Hong Yoon-hwa, Han Hee-jun, MC Gree                                            | 6. Im Ji-hyun                                     | 1. Baek Na-jeong                                 | 2. Kim Han-gyeol                               | 3. Hwang Yoo-jin                         | 5. Kang Bi-oh & Noh Hyun                 | 4. Ha Dong-yeon                     |
| 9 (15 tháng 3 năm 2019)        | Mamamoo | Kim Sang-hyuk, Lee Sang-min, DinDin, Park Mi-sun, Jang Dong-min, Hong Yoon-hwa, Hwang Bo-mi, SeeA (Pink Fantasy)                                          | 5. Jung Bo-young & Myung Ji-hyun & Kim Hyun-kyung | 1. Kim Woo-jeong                                 | 4. Moon Tae-yeon                               | 2. Kang Han                              | 6. Lee Kang-woo                          | 3. Ninety One                       |
| 10 (22 tháng 3 năm 2019)       | Noh Sa-yeon & Lee Moo-song | Kim Sang-hyuk, Lee Sang-min, DinDin, Bae Ki-sung (Can), Choi Ji-yeon, Jang Dong-min, Narsha (Brown Eyed Girls), Hong Yoon-hwa                             | 5. Jung Eun-hye                                   | 1. Jeong Dan                                     | 6. Heo Joon-seok & Kim Dong-hyun               | 2. Cheon Jong-hyuk & Jeon Ji-yeon        | 4. Lee Sung-yong                         | 3. Yook So-hee                      |
| 11 (29 tháng 3 năm 2019)       | Hwanhee & Lyn | Kim Sang-hyuk, Lee Sang-min, DinDin, Park Mi-sun, Hong Yoon-hwa, Risabae, Taeil (Block B), Lee Soo-jeong                                                  | 4. 'Ashley' Lee Chae-won                          | 3. Oh Ji-hoon                                    | 5. Jeon Joon-ho                                | 2. Kim Ye-jin                            | 1. Kim Gil-joong                         | 6. Choi Seol-ah                     |
| 12 (5 tháng 4 năm 2019)        | Bolbbalgan4 | Kim Sang-hyuk, Lee Sang-min, DinDin, Park Mi-sun, Narsha (Brown Eyed Girls), Park Sang-don, Hangzoo (Rhythm Power), Lee Jeong-seok                        | 1. Kwon Hyung-joon                                | 2. Nana                                          | 4. Park Jae-hyun                               | 5. Jang Il-hyun & Park Soo-min           | 6. Seo Young-joo                         | 3. Han Jong-seon                    |
| 13 (12 tháng 4 năm 2019)       | Tập đặc biệt và cuối cùng của mùa 6 | Tập đặc biệt và cuối cùng của mùa 6 | Tập đặc biệt và cuối cùng của mùa 6               | Tập đặc biệt và cuối cùng của mùa 6              | Tập đặc biệt và cuối cùng của mùa 6            | Tập đặc biệt và cuối cùng của mùa 6      | Tập đặc biệt và cuối cùng của mùa 6      | Tập đặc biệt và cuối cùng của mùa 6 |

### Mùa 7
– Giọng ca hát hay
     – Giọng ca hát không hay
Trong nhóm các giọng ca hát không hay có hai hoặc nhiều người tham gia bao gồm ít nhất một giọng ca hát hay, người tham gia có  tên được in nghiêng  thực sự là giọng ca hát không hay, người còn lại là một giọng ca hát hay. Các trường hợp khác không được in nghiêng.
| Tập (Ngày phát sóng) Tham khảo | Khách mời                                                  | Ban cố vấn tìm người hát không hay | Các thí sinh                                 | Các thí sinh                       | Các thí sinh                                                 | Các thí sinh                             | Các thí sinh                             | Các thí sinh                  |
| Tập (Ngày phát sóng) Tham khảo | Khách mời                                                  | Ban cố vấn tìm người hát không hay | Thứ tự loại trừ                              | Thứ tự loại trừ                    | Thứ tự loại trừ                                              | Thứ tự loại trừ                          | Thứ tự loại trừ                          | Người được chọn cuối cùng     |
| Tập (Ngày phát sóng) Tham khảo | Khách mời                                                  | Ban cố vấn tìm người hát không hay | Singer's Visual (Diện mạo Ca sĩ)             | Singer's Lip-sync (Ca sĩ Hát nhép) | Singer's Lip-sync (Ca sĩ Hát nhép)                           | Final Truth (Minh chứng Ca sĩ - Sự thật) | Final Truth (Minh chứng Ca sĩ - Sự thật) | Người được chọn cuối cùng     |
| ------------------------------ | ---------------------------------------------------------- | --- | -------------------------------------------- | ---------------------------------- | ------------------------------------------------------------ | ---------------------------------------- | ---------------------------------------- | ----------------------------- |
| 1 (17 tháng 1 năm 2020)        | Park Joong-hoon                                            | Kim Sang-hyuk, Seo Kyung-seok, Heo Kyung-hwan, Hong Yoon-hwa, DinDin, Lee Sung-woo (No Brain), Seunghee (Oh My Girl), Cha Seon-hyung                    | 5. Park Yo-seop                              | 3. Baek Young-joo                  | 1. Heo Joo                                                   | 2. Jamon Maple                           | 6. Lee Jong-taek                         | 4. Hwang Soo-jin              |
| 2 (24 tháng 1 năm 2020)        | Hong Jin-young                                             | Kim Sang-hyuk, Seo Kyung-seok, Heo Kyung-hwan, Hong Yoon-hwa, DinDin, Kim Won-hyo, Shin Ji (Koyote), Yoon Dae-woong                                     | 6. Kim Tae-hoon                              | 5. Nam Min-jeong                   | 3. Hong Liyen                                                | 1. Ella                                  | 2. Kim Sung-hoon                         | 4. Lee Seung-hyun             |
| 3 (31 tháng 1 năm 2020)        | Super Junior (Yesung, Eunhyuk, Donghae, Ryeowook, Kyuhyun) | Kim Sang-hyuk, Lee Sang-min, Joon Park (g.o.d), Hong Yoon-hwa, DinDin, Sleepy (Untouchable), Kim Ji-sook, Lee Ha-rin                                    | 1. Jang Sung-il                              | 2. Vida                            | 3. Seo Seung-hyun & Jeon Il-seop & Song Dong-woo             | 6. Kim Jae-beom                          | 4. Shin Ga-eun                           | 5. Park Jeong-hyun            |
| 4 (7 tháng 2 năm 2020)         | Apink                                                      | Kim Sang-hyuk, Lee Sang-min, Joon Park (g.o.d), Hong Yoon-hwa, DinDin, Sleepy (Untouchable), Lee Guk-joo, Aton                                          | 2. Lee Seon-hye                              | 6. Seo Eun-young                   | 5. Lee Hyun-woo & Kang Tae-heon & Kim Doo-han & Kim In-gyeom | 1. Lee Sang-hwa                          | 3. Lee Yoon-jae                          | 4. Baek Seo-yool              |
| 5 (14 tháng 2 năm 2020)        | Rhymer & Ahn Hyun-mo                                       | Kim Sang-hyuk, Lee Sang-min, Joon Park (g.o.d), Hong Yoon-hwa, DinDin, Kanto (Troy), Exy (Cosmic Girls), MC Gree                                        | 4. Na Young-joo & Na Ha-eun                  | 1. Lee Sang-min & Choi Byung-yeol  | 3. Jung Il-ho                                                | 5. Park Joon-ha                          | 6. Jo Jae-hwan & Lee Hye-na              | 2. Lee Yoon-gyu               |
| 6 (21 tháng 2 năm 2020)        | So Chan-whee, Kim Hyun-jung, Hwangbo                       | Kim Sang-hyuk, Lee Sang-min, Joon Park (g.o.d), Hong Yoon-hwa, DinDin, Sung Dae-hyun (R.ef), Sleepy (Untouchable), Sohee (Nature)                       | 5. Hong Seok-hoon                            | 2. Sally                           | 4. Park Hae-rin & Hwang Ji-soo & Jin Hyun-bin                | 1. Park Gil-young                        | 3. Yoon Da-ro                            | 6. Han Man-cheong             |
| 7 (28 tháng 2 năm 2020)        | Shin Hyun-joon                                             | Kim Sang-hyuk, Lee Sang-min, Joon Park (g.o.d), Hong Yoon-hwa, DinDin, Sleepy (Untouchable), Kim Kiri, Mijoo (Lovelyz)                                  | 5. Jung Hyun-soo                             | 2. Bang Hoon-sik & Lee Young-joon  | 6. Joo Ha-yoon                                               | 3. Park Joon-woo                         | 1. Seo Ja-young                          | 4. Andrea Yang                |
| 8 (6 tháng 3 năm 2020)         | Lee Hyun-woo, Yoon Sang, Kim Hyun-chul                     | Kim Sang-hyuk, Lee Sang-min, Joon Park (g.o.d), Hong Yoon-hwa, DinDin, Kim Ji-hyun, Sleepy (Untouchable), Kei (Lovelyz)                                 | 3. Kang Min-gyu                              | 2. Kwon Yoo-kyung                  | 4. Maria & Ollena                                            | 5. Yoon Seok-woo                         | 6. Kim Yoon-seol                         | 1. Lee Joo-yong & Yoo Ji-hoon |
| 9 (13 tháng 3 năm 2020)        | Noh Sa-bong & Noh Sa-yeon                                  | Kim Sang-hyuk, Lee Sang-min, Hong Yoon-hwa, DinDin, Sung Dae-hyun (R.ef), Shin Ji (Koyote), Jeong Se-woon, Jangjun (Golden Child), Chuu (Loona)         | 1. Kwon Hyuk-joon                            | 4. Moon Se-young                   | 6. Jung Hee-sook                                             | 2. Lee Gi-rim & Lee Poo-reum             | 5. Sung Young-gyu                        | 3. Han Ji-hyun                |
| 10 (20 tháng 3 năm 2020)       | Shin Seung-hun                                             | Kim Sang-hyuk, Lee Sang-min, Joon Park (g.o.d), Hong Yoon-hwa, DinDin, Sleepy (Untouchable), Kim Kiri, Jeong Se-woon, Rothy, Seo Woo-jin, Park Joon-woo | 2. Ahn Joon-heon & Lee Shin-jae              | 6. Lee Tae-hee                     | 5. Go Gang-min                                               | 4. Kim Won-sik                           | 3. Park Ji-in                            | 1. Lee Seung-woon             |
| 11 (27 tháng 3 năm 2020)       | Kim Min-jun                                                | Kim Sang-hyuk, Lee Sang-min, Hong Yoon-hwa, DinDin, Shin Ji (Koyote), Shindong (Super Junior), Yubin, Lee Tae-kyung, Mijoo (Lovelyz), Kim Gil-joong     | 2. Lee Jae-moo & Lee Jae-sung & Jung Yoon-ho | 3. Kwon Ji-eun                     | 4. Jung Woo-jin                                              | 6. Seo Do-gyoon & Han Seung-min          | 5. Kim Sung-wook                         | 1. Choi Seung-hyun            |
| 12 (3 tháng 4 năm 2020)        | Jaurim                                                     | Kim Sang-hyuk, Lee Sang-min, Hong Yoon-hwa, DinDin, Shin Ji (Koyote), Hwang Je-sung, Sleepy (Untouchable), Seol Ha-yoon, Heo Young-ji, Heo Song-yeon    | 1. Jang Jae-wook & Lee Gap-yong              | 2. Kim Jae-won                     | 5. Seo Jae-hyun                                              | 4. Kim Byung-jin                         | 6. Choi Joo-hoon                         | 3. Kim On-jeong               |

### Mùa 8
– Giọng ca hát hay
     – Giọng ca hát không hay
Trong nhóm các giọng ca hát không hay có hai hoặc nhiều người tham gia bao gồm ít nhất một giọng ca hát hay, người tham gia có  tên được in nghiêng  thực sự là giọng ca hát không hay, người còn lại là một giọng ca hát hay. Các trường hợp khác không được in nghiêng.
| Tập (Ngày phát sóng) Tham khảo | Khách mời                                    | Ban cố vấn tìm người hát không hay | Các thí sinh                                 | Các thí sinh                       | Các thí sinh                                    | Các thí sinh                                      | Các thí sinh                                                           | Các thí sinh                 |
| Tập (Ngày phát sóng) Tham khảo | Khách mời                                    | Ban cố vấn tìm người hát không hay | Thứ tự loại trừ                              | Thứ tự loại trừ                    | Thứ tự loại trừ                                 | Thứ tự loại trừ                                   | Thứ tự loại trừ                                                        | Người được chọn cuối cùng    |
| Tập (Ngày phát sóng) Tham khảo | Khách mời                                    | Ban cố vấn tìm người hát không hay | Singer's Visual (Diện mạo Ca sĩ)             | Singer's Lip-sync (Ca sĩ Hát nhép) | Singer's Lip-sync (Ca sĩ Hát nhép)              | Final Truth (Minh chứng Ca sĩ - Sự thật)          | Final Truth (Minh chứng Ca sĩ - Sự thật)                               | Người được chọn cuối cùng    |
| ------------------------------ | -------------------------------------------- | --- | -------------------------------------------- | ---------------------------------- | ----------------------------------------------- | ------------------------------------------------- | ---------------------------------------------------------------------- | ---------------------------- |
| 1 (29 tháng 1 năm 2021)        | Rain                                         | Kim Sang-hyuk, Lee Sang-min, Joon Park (g.o.d), Heo Kyung-hwan, Hong Yoon-hwa, Jang Wooyoung (2PM), Na Tae-joo, Mijoo (Lovelyz), Ciipher (Hyunbin, Tag)    | 1. Yoon Gook-hyun                            | 5. Lee Ga-eun                      | 6. Indra                                        | 3. Jo Yoon-sang & Im Jeong-yoon & Song Dong-cheol | 2. Baek Ji-hyun                                                        | 4. Choi Jeong-cheol          |
| 2 (5 tháng 2 năm 2021)         | Kim Soo-ro                                   | Kim Sang-hyuk, Lee Sang-min, Im Hyung-joon, Heo Kyung-hwan, Hong Yoon-hwa, Jang Wooyoung (2PM), Kim Ji-sook, Oneus (Leedo, Keonhee)                        | 6. Kim Sung-soo & Lee Ho-joon                | 2. Park Sae-him                    | 3. Park Chang-ro                                | 4. Lee Choong-gon                                 | 1. Jo Seung-woo                                                        | 5. Kim Joo-young             |
| 3 (12 tháng 2 năm 2021)        | Haha & Byul                                  | Kim Sang-hyuk, Lee Sang-min, Joon Park (g.o.d), Heo Kyung-hwan, Hong Yoon-hwa, Jang Wooyoung (2PM), Lee Hyun-yi, Na Tae-joo, Chuu (Loona)                  | 5. Kim Ji-hoon & Ahn Hyun-jeong              | 2. Lee In-se                       | 1. Wi Hyun-ji                                   | 6. Lee Hyun-ji                                    | 4. Shin Dong-jae                                                       | 3. Lee Seol-ah               |
| 4 (19 tháng 2 năm 2021)        | Ha Dong-kyun & Kim Feel                      | Kim Sang-hyuk, Lee Sang-min, Heo Kyung-hwan, Hong Yoon-hwa, Jang Wooyoung (2PM), Hanhae, Kim Ji-sook, Mijoo (Lovelyz), Heo Joo                             | 1. Hwang In-hyuk                             | 3. Gwaska Israel & Gwaska Isak     | 4. Jo Da-ae                                     | 2. Song Eun-hye                                   | 5. Jo Tae-joon                                                         | 6. Lee Ah-jin                |
| 5 (26 tháng 2 năm 2021)        | Baek Ji-young & Kang Daniel                  | Kim Sang-hyuk, Lee Sang-min, Heo Kyung-hwan, Hong Yoon-hwa, Jang Wooyoung (2PM), Mijoo (Lovelyz), Soyul, A.C.E (Jun, Donghun)                              | 2. Jo Chan-woo & Jang Min-sik & Park Moo-joo | 3. Cindy                           | 1. Jo Hye-seon                                  | 5. Seo Ri-hye                                     | 4. Kim Sung-wan & Hyun Ji-hye                                          | 6. Hong Joon-ho & Lee Ji-woo |
| 6 (5 tháng 3 năm 2021)         | Shinee                                       | Kim Sang-hyuk, Lee Sang-min, Heo Kyung-hwan, Hong Yoon-hwa, Jang Wooyoung (2PM), Seo Dong-joo, Hanhae, Kim Ji-sook, Ha Sung-woon                           | 2. Oh Nickita                                | 3. Park Na-kyung                   | 5. Sohyun                                       | 1. Lee Ji-hye & Choi Yeo-won                      | 4. Jung Sang-ho & Choi Jong-joon                                       | 6. Yang Ji                   |
| 7 (12 tháng 3 năm 2021)        | Song Ga-in                                   | Kim Sang-hyuk, Lee Sang-min, Heo Kyung-hwan, Hong Yoon-hwa, Jang Wooyoung (2PM), Na Tae-joo, Giant Pink, Mijoo (Lovelyz), BAE173 (Hangyul, Yoojun, Junseo) | 3. Lee Tae-yeon & Choi Yoon-jin & Han Eun-bi | 1. Lee Sung-je & Yang Seung-min    | 6. Lee Young-min                                | 5. Choi Seo-yoon & Kim So-yeon                    | 4. Lee Jae-won                                                         | 2. Bang Jeong-hoon           |
| 8 (19 tháng 3 năm 2021)        | Super Junior (trừ Heechul, Sungmin, Kyuhyun) | Kim Sang-hyuk, Lee Sang-min, Heo Kyung-hwan, Hong Yoon-hwa, Jang Wooyoung (2PM), Hanhae, Mijoo (Lovelyz), Ha Sung-woon                                     | 2. Kim Chi-young                             | 1. Kang Yoon-jeong                 | 6. Choi Kyung-ho & Kim Jin-hyuk & Jung Yoo-seok | 5. Lee Choong-hoon                                | 4. Kayla Ri                                                            | 3. Lee Seung-young           |
| 9 (26 tháng 3 năm 2021)        | Mamamoo                                      | Kim Sang-hyuk, Lee Sang-min, Heo Kyung-hwan, Hong Yoon-hwa, Jang Wooyoung (2PM), Hanhae, Kim Ji-sook, Iz*One (Kwon Eun-bi, Choi Ye-na), Park Chang-ro      | 3. Oh Joon-sang                              | 2. Bae Ji-sook                     | 5. Lee Sang-ah                                  | 4. Shin Bo-kyung                                  | 1. Kwon Ik-hwan                                                        | 6. Han Dong-jae              |
| 10 (2 tháng 4 năm 2021)        | Hwang Chi-yeul                               | Kim Sang-hyuk, Lee Sang-min, Heo Kyung-hwan, Hong Yoon-hwa, Jang Wooyoung (2PM), Hanhae, Kim Ji-sook, Mijoo (Lovelyz), Choi Jeong-cheol                    | 6. Kim Dae-hee                               | 2. Kim Won-ki                      | 5. Baek Se-bin                                  | 3. Kim Jae-yoon                                   | 1. Lee Han-seo                                                         | 4. Kim Seok-joo              |
| 11 (9 tháng 4 năm 2021)        | Jang Hyuk                                    | Kim Sang-hyuk, Lee Sang-min, Heo Kyung-hwan, Hong Yoon-hwa, Jang Wooyoung (2PM), Hong Kyung-min, Hanhae, Mijoo (Lovelyz), Ha Sung-woon                     | 5. Yoon Se-na                                | 2. Jiaerin                         | 4. Ha Chi-hwan                                  | 6. Kim Soo-chang                                  | 3. Kim Jae-oh & Kim Soo-bin & Jung Sung-bo & Kwon San & Seo Geon-young | 1. Kwon Ga-min               |
| 12 (16 tháng 4 năm 2021)       | Ahn Jae-wook                                 | Kim Sang-hyuk, Lee Sang-min, Heo Kyung-hwan, Hong Yoon-hwa, Jang Wooyoung (2PM), Hanhae, Kim Ji-sook, Jeon Sang-geun, Mijoo (Lovelyz), Ha Sung-woon        | 5. Kang Yi-seok                              | 1. Laurent Bàn                     | 3. Jung Hye-seon & Kim Do-yeon                  | 6. Kim Geun-soo & Lê Văn Chương                   | 4. Kim Ye-eun                                                          | 2. Shin Kyung-woo            |

### Mùa 9
| Tập (Ngày phát sóng) Tham khảo | Khách mời                                                             | Ban cố vấn tìm người hát không hay | Các thí sinh                                      | Các thí sinh                       | Các thí sinh                                                     | Các thí sinh                             | Các thí sinh                             | Các thí sinh                        |
| Tập (Ngày phát sóng) Tham khảo | Khách mời                                                             | Ban cố vấn tìm người hát không hay | Thứ tự loại trừ                                   | Thứ tự loại trừ                    | Thứ tự loại trừ                                                  | Thứ tự loại trừ                          | Thứ tự loại trừ                          | Người được chọn cuối cùng           |
| Tập (Ngày phát sóng) Tham khảo | Khách mời                                                             | Ban cố vấn tìm người hát không hay | Singer's Visual (Diện mạo Ca sĩ)                  | Singer's Lip-sync (Ca sĩ Hát nhép) | Singer's Lip-sync (Ca sĩ Hát nhép)                               | Final Truth (Minh chứng Ca sĩ - Sự thật) | Final Truth (Minh chứng Ca sĩ - Sự thật) | Người được chọn cuối cùng           |
| ------------------------------ | --------------------------------------------------------------------- | --- | ------------------------------------------------- | ---------------------------------- | ---------------------------------------------------------------- | ---------------------------------------- | ---------------------------------------- | ----------------------------------- |
| 1 (29 tháng 1 năm 2022)        | Tiger JK, Sechs Kies (Eun Ji-won, Jang Su-won), Kim Jong-min (Koyote) | Kim Sang-hyuk, Jang Dong-min, Heo Kyung-hwan, Kim Seung-hyun, Kim Na-young, Lee Hyun-yi, Hanhae, Choi Ye-na                                           | 5. Lee Wook-jin                                   | 4. Na Young-in                     | 1. Korea Lee (Lee Seon-ok)                                       | 3. Kim Yang-gyu                          | 6. Go Hyun-wook                          | 2. Kim Yeon-jung                    |
| 2 (5 tháng 2 năm 2022)         | Pak Se-ri & Park Tae-hwan                                             | Kim Sang-hyuk, Eun Ji-won (Sechs Kies), Heo Kyung-hwan, Kim Na-young, Lee Hyun-yi, Hanhae, Hong Seok-cheon, Ha Sung-woon                              | 3. Kim Sang-eun & Kim Sang-ji                     | 5. Kim Min-sung                    | 2. Kim Seon-ho                                                   | 6. Kim Baek-geun                         | 1. Choi Bo-bae                           | 4. Lee Hyung-hoon & Park Jeong-hyun |
| 3 (12 tháng 2 năm 2022)        | Jessi & Monika                                                        | Kim Sang-hyuk, Eun Ji-won (Sechs Kies), Heo Kyung-hwan, Kim Na-young, Hanhae, Lip J, Lee Daehwi (AB6IX), Lee Chae-yeon                                | 6. Samuel Dolly                                   | 1. Lee Chae-mi                     | 3. Kim Jong-wook                                                 | 4. Kim Gyu-ri                            | 2. Oh Hyun                               | 5. Kim Do-yi                        |
| 4 (19 tháng 2 năm 2022)        | M.O.M (Jee Seok-jin, KCM, Wonstein)                                   | Kim Sang-hyuk, Eun Ji-won (Sechs Kies), Heo Kyung-hwan, Kim Na-young, Hanhae, Kim Soo-yong, Lee Ahyumi, Enhypen (Jay, Jungwon)                        | 1. Kim Tae-beom                                   | 2. Jin Ju-hyung                    | 3. Ahn Hye-soo                                                   | 4. Shim Sang-hee                         | 5. Yoo Hye-ji                            | 6. Oh Tae-gyu & Jung Chan-woo       |
| 5 (26 tháng 2 năm 2022)        | Davichi                                                               | Kim Sang-hyuk, Eun Ji-won (Sechs Kies), Heo Kyung-hwan, Kim Na-young, Hanhae, Taeil (Block B), Yoon Ji-sung, Lee Eun-ji                               | 1. Hwang Jin-seon                                 | 2. Ianu & Trudy                    | 6. Yoo Ye-jin & Hong Ji-hye & Kwon Ye-rin                        | 3. Park Han-gyeol                        | 4. Jung Jin-hyuk                         | 5. Kim Do-hwan                      |
| 6 (5 tháng 3 năm 2022)         | The Blue                                                              | Kim Sang-hyuk, Eun Ji-won (Sechs Kies), Heo Kyung-hwan, Kim Na-young, Hanhae, Stephanie, Cho Jun-ho, Stray Kids (Lee Know, Seungmin)                  | 1. Woo Hyun-min                                   | 4. Ha Eun-taek & Heo Joon          | 2. Kim Kyung-min & No Dong-rim & Park Shin-hee                   | 3. Kim Tae-hyun & Kim Da-hye             | 5. Kim Geon-woo                          | 6. Lee Hyun-song                    |
| 7 (12 tháng 3 năm 2022)        | Johan Kim (Solid) & Lee Seok-hoon (SG Wannabe) & Kim Jae-hwan         | Kim Sang-hyuk, Eun Ji-won (Sechs Kies), Heo Kyung-hwan, Kim Na-young, Hanhae, Hwang Soo-kyung, Donghyuk (iKON), Treasure (Choi Hyun-suk, Bang Ye-dam) | 1. Yoon Myung-hee & Kim Yong-joo & Song Sang-woon | 2. Kim Chang-yeon                  | 6. Lee Chil-sung & Kim Jeong-ah & Lee Seung-hyun & Lee Seung-min | 3. Park Ji-sung & Park Ji-eon            | 5. Eddie Brown                           | 4. Kim Rebecca                      |
| 8 (19 tháng 3 năm 2022)        | Park Hyun-bin & Lee Yoon-ji                                           | Kim Sang-hyuk, Eun Ji-won (Sechs Kies), Heo Kyung-hwan, Kim Na-young, Hanhae, Park Seul-gi, Na Tae-joo, Jo Yu-ri                                      | 2. Kang Han-byeol                                 | 1. Namgoong Hyun                   | 3. Nam Hyung-geun & Han Si-on                                    | 5. Cha Min-jeong                         | 4. Lee Gyu-jae                           | 6. Kwon Kyung-hwan                  |
| 9 (26 tháng 3 năm 2022)        | Im Chang-jung & Yoon Min-soo (Vibe)                                   | Kim Sang-hyuk, Eun Ji-won (Sechs Kies), Heo Kyung-hwan, Kim Na-young, Hanhae, Park Goon, Ben, Pentagon (Hongseok, Wooseok)                            | 1. Ahreum 'Ash' Hanyou                            | 2. Seyoung                         | 5. Hong Seung-gi & Shin Kang-min                                 | 3. Kim Geon-woo & Jo Sung-hee            | 6. Bae Chang-bok                         | 4. Oh Byung-joo                     |
| 10 (2 tháng 4 năm 2022)        | Oh My Girl (trừ YooA)                                                 | Kim Sang-hyuk, Eun Ji-won (Sechs Kies), Heo Kyung-hwan, Kim Na-young, Hanhae, Abhishek Gupta, Lee Eun-hyung, Choa                                     | 3. Im Sang-woo & Oh Ye-rin                        | 1. Sara Elio                       | 5. Jeon So-young                                                 | 4. Lee Sang-hoon                         | 2. Park Hwan-hee                         | 6. Kim Byung-seok                   |
| 11 (9 tháng 4 năm 2022)        | Kahi & Park Jung-ah                                                   | Kim Sang-hyuk, Eun Ji-won (Sechs Kies), Heo Kyung-hwan, Hanhae, Bae Yoon-jeong, Narsha (Brown Eyed Girls), Ha Sung-woon                               | 2. Lee Hyun-seok & Sean Lee                       | 3. Kim Dong-gyun                   | 5. Jung Hye-young & Ahn Do-kyung                                 | 6. Lee Hyun                              | 4. Kim Hyun-gyu                          | 1. Kim Hwi-eun & Na Young-joo       |
| 12 (16 tháng 4 năm 2022)       | Sung Si-kyung                                                         | Kim Sang-hyuk, Eun Ji-won (Sechs Kies), Heo Kyung-hwan, Kim Na-young, Hanhae, Sam Hammington, Na Yoon-kwon, Kwon Eun-bi                               | 6. Hwang Gyu-chang                                | 2. Yoon Jae-eun                    | 5. Kim Yoo-ni                                                    | 3. Lee Dong-eun                          | 4. Yeo Eui-joo                           | 1. Kim Ye-sung                      |

## Tỷ suất lượt xem
Trong các bảng dưới đây, tỷ suất lượt xem thấp nhất được tô màu xanh và tỷ suất lượt xem cao nhất được tô màu đỏ.

### Mùa 1
| #  | Tập # | Ngày phát sóng      | Mnet                      | Mnet                       | tvN                       | tvN                        |
| #  | Tập # | Ngày phát sóng      | Tỷ suất lượt xem theo AGB | Tỷ suất lượt xem theo TNmS | Tỷ suất lượt xem theo AGB | Tỷ suất lượt xem theo TNmS |
| -- | ----- | ------------------- | ------------------------- | -------------------------- | ------------------------- | -------------------------- |
| 1  | 1     | 26 tháng 2 năm 2015 | 0.3%                      | 0.7%                       | 1.613%                    | 1.3%                       |
| 2  | 2     | 5 tháng 3 năm 2015  | 0.2%                      | 0.7%                       | 1.390%                    | 1.0%                       |
| 3  | 3     | 12 tháng 3 năm 2015 | 0.568%                    | 0.6%                       | 1.551%                    | 1.0%                       |
| 4  | 4     | 19 tháng 3 năm 2015 | 0.520%                    | 0.8%                       | 1.155%                    | 0.8%                       |
| 5  | 5     | 26 tháng 3 năm 2015 | 0.600%                    | 1.1%                       | 1.298%                    | 1.4%                       |
| 6  | 6     | 2 tháng 4 năm 2015  | 0.647%                    | 0.7%                       | 1.334%                    | 1.3%                       |
| 7  | 7     | 9 tháng 4 năm 2015  | 0.4%                      | 0.8%                       | 1.523%                    | 1.2%                       |
| 8  | 8     | 16 tháng 4 năm 2015 | 0.513%                    | 0.9%                       | 1.972%                    | 1.4%                       |
| 9  | 9     | 23 tháng 4 năm 2015 | 0.4%                      | 1.1%                       | 1.392%                    | 1.4%                       |
| 10 | 10    | 30 tháng 4 năm 2015 | 0.589%                    | 0.8%                       | 1.500%                    | 1.8%                       |
| 11 | 11    | 7 tháng 5 năm 2015  | 0.538%                    | 0.6%                       | 1.516%                    | 1.3%                       |
| 12 | 12    | 14 tháng 5 năm 2015 | 0.529%                    | 0.9%                       | 0.9%                      | 1.1%                       |

### Mùa 2
| #  | Tập # | Ngày phát sóng       | Mnet                      | Mnet                       | tvN                       | tvN                        |
| #  | Tập # | Ngày phát sóng       | Tỷ suất lượt xem theo AGB | Tỷ suất lượt xem theo TNmS | Tỷ suất lượt xem theo AGB | Tỷ suất lượt xem theo TNmS |
| -- | ----- | -------------------- | ------------------------- | -------------------------- | ------------------------- | -------------------------- |
| 13 | 1     | 22 tháng 10 năm 2015 | 0.624%                    | 0.6%                       | 1.374%                    | 1.2%                       |
| 14 | 2     | 29 tháng 10 năm 2015 | 0.608%                    | 0.5%                       | 1.523%                    | 1.9%                       |
| 15 | 3     | 5 tháng 11 năm 2015  | 0.717%                    | 0.7%                       | 1.450%                    | 1.3%                       |
| 16 | 4     | 12 tháng 11 năm 2015 | 0.728%                    | 1.2%                       | 2.253%                    | 2.1%                       |
| 17 | 5     | 19 tháng 11 năm 2015 | 0.862%                    | 0.9%                       | 1.567%                    | 1.5%                       |
| 18 | 6     | 26 tháng 11 năm 2015 | 0.4%                      | 1.1%                       | 2.126%                    | 1.9%                       |
| 19 | 7     | 3 tháng 12 năm 2015  | 0.471%                    | 1.1%                       | 2.593%                    | 2.1%                       |
| 20 | 8     | 10 tháng 12 năm 2015 | 0.580%                    | 1.2%                       | 2.749%                    | 2.0%                       |
| 21 | 9     | 17 tháng 12 năm 2015 | 0.644%                    | 0.8%                       | 2.653%                    | 1.8%                       |
| 22 | 10    | 24 tháng 12 năm 2015 | 1.048%                    | 0.9%                       | 2.270%                    | 2.0%                       |
| 23 | 11    | 31 tháng 12 năm 2015 | 0.884%                    | 0.7%                       | 2.245%                    | 1.6%                       |
| 24 | 12    | 7 tháng 1 năm 2016   | 1.0%                      | 1.3%                       | 2.670%                    | 2.2%                       |
| 25 | 13    | 14 tháng 1 năm 2016  | 1.268%                    | 0.9%                       | 1.821%                    | 2.0%                       |
| 26 | 14    | 21 tháng 1 năm 2016  | 0.632%                    | 1.2%                       | 3.076%                    | 1.8%                       |

### Mùa 3
| #  | Tập # | Ngày phát sóng      | Mnet                      | Mnet                       | tvN                       | tvN                        |
| #  | Tập # | Ngày phát sóng      | Tỷ suất lượt xem theo AGB | Tỷ suất lượt xem theo TNmS | Tỷ suất lượt xem theo AGB | Tỷ suất lượt xem theo TNmS |
| -- | ----- | ------------------- | ------------------------- | -------------------------- | ------------------------- | -------------------------- |
| 27 | 1     | 30 tháng 6 năm 2016 | 0.7%                      | 0.8%                       | 2.635%                    | 1.7%                       |
| 28 | 2     | 7 tháng 7 năm 2016  | 0.6%                      | 0.8%                       | 2.069%                    | 1.7%                       |
| 29 | 3     | 14 tháng 7 năm 2016 | 0.5%                      | 0.7%                       | 1.849%                    | 1.4%                       |
| 30 | 4     | 21 tháng 7 năm 2016 | 0.9%                      | 0.6%                       | 2.334%                    | 2.0%                       |
| 31 | 5     | 28 tháng 7 năm 2016 | 0.5%                      | 0.8%                       | 2.392%                    | 1.6%                       |
| 32 | 6     | 4 tháng 8 năm 2016  | 0.7%                      | 0.8%                       | 1.939%                    | 2.0%                       |
| 33 | 7     | 11 tháng 8 năm 2016 | 1.0%                      | 0.8%                       | 1.903%                    | 1.7%                       |
| 34 | 8     | 18 tháng 8 năm 2016 | 0.6%                      | 0.8%                       | 1.737%                    | 1.6%                       |
| 35 | 9     | 25 tháng 8 năm 2016 | 0.4%                      | 1.0%                       | 2.000%                    | 1.9%                       |
| 36 | 10    | 1 tháng 9 năm 2016  | 0.7%                      | 1.1%                       | 1.943%                    | 1.3%                       |
| 37 | 11    | 8 tháng 9 năm 2016  | 0.5%                      | 0.7%                       | 1.845%                    | 1.0%                       |
| 38 | 12    | 15 tháng 9 năm 2016 | 0.6%                      | 0.7%                       | 2.217%                    | 1.2%                       |

### Mùa 4
| #  | Tập # | Ngày phát sóng      | Mnet                      | Mnet                       | tvN                       | tvN                        |
| #  | Tập # | Ngày phát sóng      | Tỷ suất lượt xem theo AGB | Tỷ suất lượt xem theo TNmS | Tỷ suất lượt xem theo AGB | Tỷ suất lượt xem theo TNmS |
| -- | ----- | ------------------- | ------------------------- | -------------------------- | ------------------------- | -------------------------- |
| 39 | 1     | 2 tháng 3 năm 2017  | 0.6%                      | 0.5%                       | 1.977%                    | 1.5%                       |
| 40 | 2     | 9 tháng 3 năm 2017  | 0.5%                      | 0.2%                       | 1.543%                    | 1.3%                       |
| 41 | 3     | 16 tháng 3 năm 2017 | 0.7%                      | 0.5%                       | 2.308%                    | 1.7%                       |
| 42 | 4     | 23 tháng 3 năm 2017 | 0.5%                      | 0.5%                       | 1.790%                    | 1.2%                       |
| 43 | 5     | 30 tháng 3 năm 2017 | 0.7%                      | 0.7%                       | 1.818%                    | 2.7%                       |
| 44 | 6     | 6 tháng 4 năm 2017  | 0.6%                      | 0.6%                       | 1.815%                    | 1.9%                       |
| 45 | 7     | 13 tháng 4 năm 2017 | 0.4%                      | 0.5%                       | 1.839%                    | 2.4%                       |
| 46 | 8     | 20 tháng 4 năm 2017 | 0.7%                      | 0.9%                       | 1.879%                    | 1.9%                       |
| 47 | 9     | 27 tháng 4 năm 2017 | 0.6%                      | 0.7%                       | 1.942%                    | 2.0%                       |
| 48 | 10    | 4 tháng 5 năm 2017  | 1.0%                      | 1.2%                       | 2.086%                    | 2.3%                       |
| 49 | 11    | 11 tháng 5 năm 2017 | 0.8%                      | 0.9%                       | 2.351%                    | 2.3%                       |
| 50 | 12    | 18 tháng 5 năm 2017 | 0.6%                      | 0.4%                       | 1.486%                    | 1.7%                       |
| 51 | 13    | 25 tháng 5 năm 2017 | 0.5%                      | 0.6%                       | 1.607%                    | 1.7%                       |
| 52 | 14    | 1 tháng 6 năm 2017  | 0.6%                      | 0.8%                       | 1.793%                    | 2.1%                       |
| 53 | 15    | 8 tháng 6 năm 2017  | 0.6%                      | 0.7%                       | 1.561%                    | 1.6%                       |
| 54 | 16    | 15 tháng 6 năm 2017 | 0.6%                      | 0.7%                       | 2.338%                    | 2.0%                       |
| 55 | 17    | 22 tháng 6 năm 2017 | 0.8%                      | 0.6%                       | 2.135%                    | 1.6%                       |
| 56 | 18    | 29 tháng 6 năm 2017 | 0.6%                      | 0.7%                       | 2.164%                    | 2.3%                       |
| 57 | 19    | 6 tháng 7 năm 2017  | 0.7%                      | 0.9%                       | 2.210%                    | 2.3%                       |

### Mùa 5
| #  | Tập # | Ngày phát sóng      | Mnet                      | Mnet                       | tvN                       | tvN                        |
| #  | Tập # | Ngày phát sóng      | Tỷ suất lượt xem theo AGB | Tỷ suất lượt xem theo TNmS | Tỷ suất lượt xem theo AGB | Tỷ suất lượt xem theo TNmS |
| -- | ----- | ------------------- | ------------------------- | -------------------------- | ------------------------- | -------------------------- |
| 58 | 1     | 26 tháng 1 năm 2018 | 0.8%                      | 0.9%                       | 2.771%                    | 2.8%                       |
| 59 | 2     | 2 tháng 2 năm 2018  | 0.7%                      | 0.8%                       | 3.014%                    | 2.5%                       |
| 60 | 3     | 16 tháng 2 năm 2018 | 1.1%                      | 0.8%                       | 2.526%                    | 2.4%                       |
| 61 | 4     | 23 tháng 2 năm 2018 | 0.3%                      | 0.2%                       | 1.1%                      | 1.3%                       |
| 62 | 5     | 2 tháng 3 năm 2018  | 0.6%                      | 0.6%                       | 2.523%                    | 2.0%                       |
| 63 | 6     | 9 tháng 3 năm 2018  | 0.7%                      | 0.7%                       | 2.543%                    | 2.8%                       |
| 64 | 7     | 16 tháng 3 năm 2018 | 0.7%                      | 0.5%                       | 2.790%                    | 2.8%                       |
| 65 | 8     | 23 tháng 3 năm 2018 | 0.5%                      | 0.8%                       | 2.767%                    | 2.3%                       |
| 66 | 9     | 30 tháng 3 năm 2018 | 0.6%                      | 0.6%                       | 2.065%                    | 2.3%                       |
| 67 | 10    | 6 tháng 4 năm 2018  | 0.6%                      | 0.5%                       | 2.048%                    | 2.0%                       |
| 68 | 11    | 13 tháng 4 năm 2018 | 0.6%                      | 0.6%                       | 1.863%                    | 2.0%                       |
| 69 | 12    | 20 tháng 4 năm 2018 | 0.5%                      | 0.6%                       | 2.259%                    | 2.0%                       |
| 70 | 13    | 27 tháng 4 năm 2018 | 0.5%                      | 0.5%                       | 1.402%                    | 1.4%                       |

### Mùa 6
| #  | Tập # | Ngày phát sóng      | Tỷ suất lượt xem theo AGB Nielsen | Tỷ suất lượt xem theo AGB Nielsen |
| #  | Tập # | Ngày phát sóng      | Mnet                              | tvN                               |
| -- | ----- | ------------------- | --------------------------------- | --------------------------------- |
| 71 | 1     | 18 tháng 1 năm 2019 | 0.7%                              | 2.805%                            |
| 72 | 2     | 25 tháng 1 năm 2019 | 0.9%                              | 2.526%                            |
| 73 | 3     | 1 tháng 2 năm 2019  | 0.6%                              | 2.448%                            |
| 74 | 4     | 8 tháng 2 năm 2019  | 0.6%                              | 2.927%                            |
| 75 | 5     | 15 tháng 2 năm 2019 | 0.8%                              | 2.975%                            |
| 76 | 6     | 22 tháng 2 năm 2019 | 0.6%                              | 2.413%                            |
| 77 | 7     | 1 tháng 3 năm 2019  | 1.0%                              | 3.265%                            |
| 78 | 8     | 8 tháng 3 năm 2019  | 0.5%                              | 1.878%                            |
| 79 | 9     | 15 tháng 3 năm 2019 | 0.6%                              | 2.245%                            |
| 80 | 10    | 22 tháng 3 năm 2019 | 0.8%                              | 2.514%                            |
| 81 | 11    | 29 tháng 3 năm 2019 | 0.5%                              | 2.252%                            |
| 82 | 12    | 5 tháng 4 năm 2019  | 0.6%                              | 2.392%                            |
| 83 | 13    | 12 tháng 4 năm 2019 | 0.5%                              | 2.206%                            |

### Mùa 7
| #  | Tập # | Ngày phát sóng      | Tỷ suất lượt xem theo AGB Nielsen | Tỷ suất lượt xem theo AGB Nielsen |
| #  | Tập # | Ngày phát sóng      | Mnet                              | tvN                               |
| -- | ----- | ------------------- | --------------------------------- | --------------------------------- |
| 84 | 1     | 17 tháng 1 năm 2020 | 0.4%                              | 2.683%                            |
| 85 | 2     | 24 tháng 1 năm 2020 | 0.7%                              | 2.865%                            |
| 86 | 3     | 31 tháng 1 năm 2020 | 0.4%                              | 1.809%                            |
| 87 | 4     | 7 tháng 2 năm 2020  | 0.5%                              | 1.6%                              |
| 88 | 5     | 14 tháng 2 năm 2020 | 0.4%                              | 1.822%                            |
| 89 | 6     | 21 tháng 2 năm 2020 | 0.5%                              | 1.2%                              |
| 90 | 7     | 28 tháng 2 năm 2020 | 0.6%                              | 1.8%                              |
| 91 | 8     | 6 tháng 3 năm 2020  | 0.6%                              | 1.9%                              |
| 92 | 9     | 13 tháng 3 năm 2020 | 0.7%                              | 1.8%                              |
| 93 | 10    | 20 tháng 3 năm 2020 | 0.6%                              | 1.8%                              |
| 94 | 11    | 27 tháng 3 năm 2020 | 0.4%                              | 1.6%                              |
| 95 | 12    | 3 tháng 4 năm 2020  | 0.4%                              | 2.065%                            |

### Mùa 8
| #   | Tập # | Ngày phát sóng      | Tỷ suất lượt xem theo AGB Nielsen | Tỷ suất lượt xem theo AGB Nielsen |
| #   | Tập # | Ngày phát sóng      | Mnet                              | tvN                               |
| --- | ----- | ------------------- | --------------------------------- | --------------------------------- |
| 96  | 1     | 29 tháng 1 năm 2021 | 0.4%                              | 2.613%                            |
| 97  | 2     | 5 tháng 2 năm 2021  | 0.4%                              | 2.069%                            |
| 98  | 3     | 12 tháng 2 năm 2021 | 0.6%                              | 2.576%                            |
| 99  | 4     | 19 tháng 2 năm 2021 | 0.5%                              | 2.333%                            |
| 100 | 5     | 26 tháng 2 năm 2021 | 0.5%                              | 2.238%                            |
| 101 | 6     | 5 tháng 3 năm 2021  | 0.4%                              | 1.989%                            |
| 102 | 7     | 12 tháng 3 năm 2021 | 0.5%                              | 2.148%                            |
| 103 | 8     | 19 tháng 3 năm 2021 | 0.4%                              | 1.868%                            |
| 104 | 9     | 26 tháng 3 năm 2021 | 0.4%                              | 1.743%                            |
| 105 | 10    | 2 tháng 4 năm 2021  | 0.5%                              | 1.718%                            |
| 106 | 11    | 9 tháng 4 năm 2021  | 0.4%                              | 1.598%                            |
| 107 | 12    | 16 tháng 4 năm 2021 | 0.5%                              | 1.913%                            |

### Mùa 9
| #   | Tập # | Ngày phát sóng      | Tỷ suất lượt xem theo AGB Nielsen | Tỷ suất lượt xem theo AGB Nielsen |
| #   | Tập # | Ngày phát sóng      | Mnet                              | tvN                               |
| --- | ----- | ------------------- | --------------------------------- | --------------------------------- |
| 108 | 1     | 29 tháng 1 năm 2022 | 0.4%                              | 1.6%                              |
| 109 | 2     | 5 tháng 2 năm 2022  | 0.7%                              | 2.955%                            |
| 110 | 3     | 12 tháng 2 năm 2022 | 0.4%                              | 2.294%                            |
| 111 | 4     | 19 tháng 2 năm 2022 | 0.6%                              | 2.186%                            |
| 112 | 5     | 26 tháng 2 năm 2022 | 0.4%                              | 1.8%                              |
| 113 | 6     | 5 tháng 3 năm 2022  | 0.3%                              | 2.0%                              |
| 114 | 7     | 12 tháng 3 năm 2022 | 0.3%                              | 1.6%                              |
| 115 | 8     | 19 tháng 3 năm 2022 | 0.5%                              | 2.0%                              |
| 116 | 9     | 26 tháng 3 năm 2022 | —                                 | 2.118%                            |
| 117 | 10    | 2 tháng 4 năm 2022  | —                                 | 1.796%                            |
| 118 | 11    | 9 tháng 4 năm 2022  | 0.3%                              | 1.744%                            |
| 119 | 12    | 16 tháng 4 năm 2022 | 0.3%                              | 1.982%                            |

## Giải thưởng và đề cử
| Năm  | Giải thưởng                                                                         | Hạng mục                                                                              | Đề cử cho            | Kết quả   |
| ---- | ----------------------------------------------------------------------------------- | ------------------------------------------------------------------------------------- | -------------------- | --------- |
| 2016 | 10th Cable TV Broadcasting Awards (Giải thưởng truyền hình cáp Hàn Quốc lần thứ 10) | Best Production in Music Category (Chương trình hay nhất ở hạng mục sản xuất âm nhạc) | I Can See Your Voice | Đoạt giải |